# 古志郡
- 令制国一覧 > 北陸道 > 越後国 > 古志郡
- 日本 > 中部地方 > 新潟県 > 古志郡

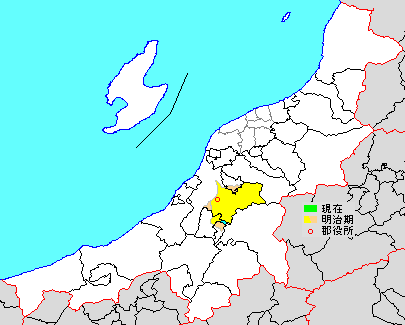
新潟県古志郡の範囲（水色：後に他郡から編入した区域 薄黄：後に他郡に編入された区域）

古志郡（こしぐん）は、新潟県（越後国）にあった郡。

## 郡域
1879年（明治12年）に行政区画として発足した当時の郡域は、以下の区域にあたる。
- 長岡市の一部（思川新田、押切新田、池之島、坪根、大口、品之木、脇川新田町、長呂以北・浦・川口各町を除く信濃川以東および西野・岩野・釜ヶ島・川口木沢）[1]
- 小千谷市の一部（浦柄・横渡・南荷頃・小栗山）[2]
- 見附市の一部（葛巻南町・傍所町飛地を除く概ね刈谷田川以南）

## 近代以前の沿革

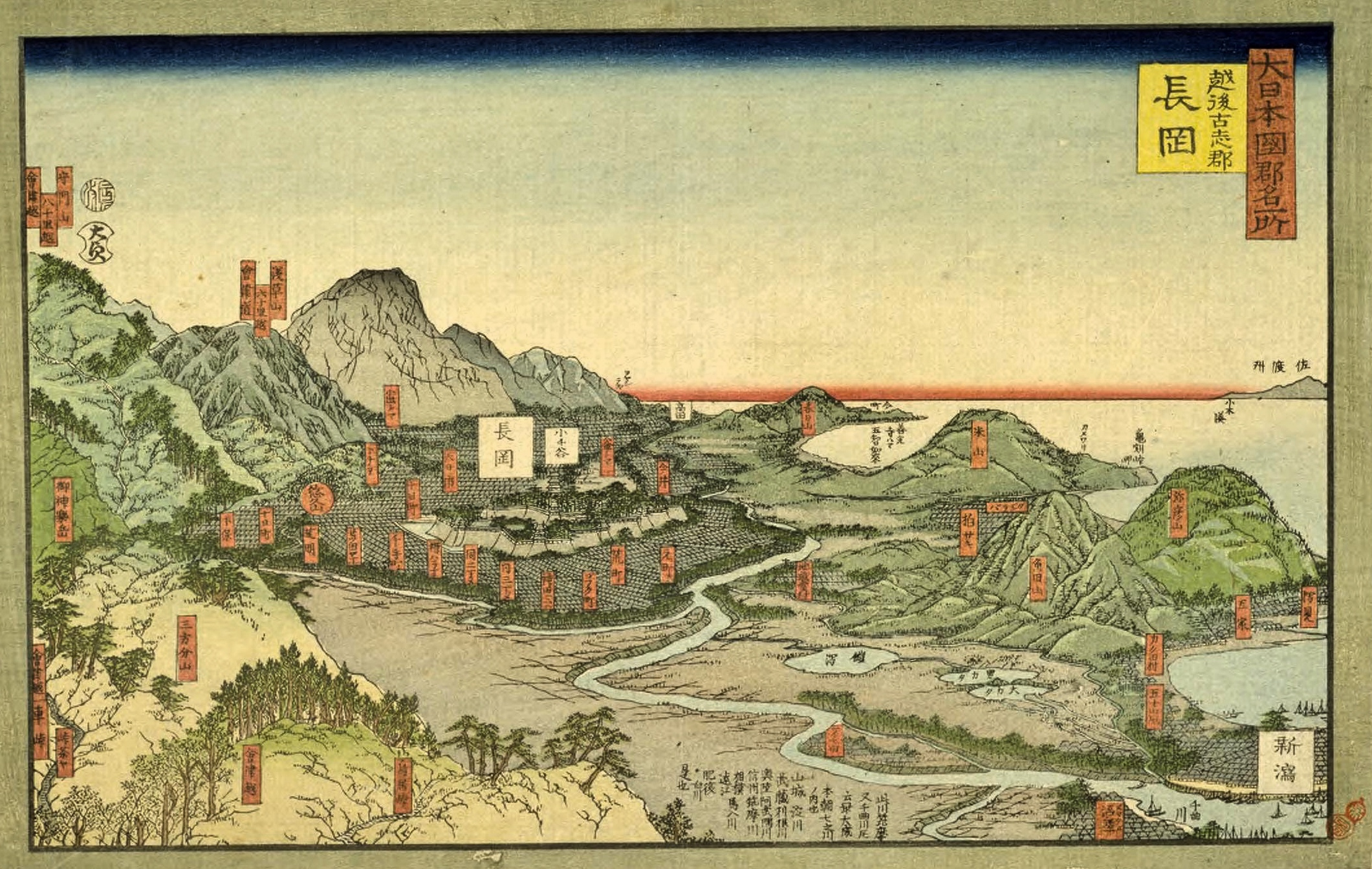
『大日本国郡名所 越後古志郡長岡』（明治元年、歌川貞秀）

古志郡という名称は古く大宝律令の時代からのものであり、『大日本地名辞書』の記述によると古志郡は越国の7つの郡のなかで中核的な役割を果たしていた。当初は越中国に属し、信濃川右岸一帯の地域を指しており、刈羽郡、三島郡の地域も含んだ広大な郡であった。大宝2年（702年）に越後国に割譲された。平安時代に三島郡（みしまぐん、現：刈羽郡）を分離した。また江戸時代には三島郡（さんとうぐん）を分離した。

### 式内社
『延喜式』神名帳に記される郡内の式内社。
古志郡６座(並小)
宇奈具志神社(うなぐしじんじゃ)については、延喜式神明帳越後国の古志郡に記されているが、小丹生神社(をにふじんじゃ)とするか説が別れている。小丹生神社も論社であるとする説もある。
| 神名帳             | 神名帳     | 神名帳 | 神名帳             | 比定社               | 比定社                     | 比定社 | 集成 |
| 社名               | 読み       | 格     | 付記               | 社名                 | 所在地                     | 備考   | 集成 |
| ------------------ | ---------- | ------ | ------------------ | -------------------- | -------------------------- | ------ | ---- |
| 古志郡 6座（並小） |            |        |                    |                      |                            |        |      |
| 三宅神社 二座      | ミヤケノ   | 小     |                    | （論）三宅神社       | 新潟県長岡市妙見町         |        |      |
| 三宅神社 二座      | ミヤケノ   | 小     | （論）三宅神社     | 新潟県長岡市中潟町   |                            |        |      |
| 三宅神社 二座      | ミヤケノ   | 小     | （論）三宅神社     | 新潟県長岡市六日市町 |                            |        |      |
| 桐原石部神社       | キリハラノ | 小     |                    | （論）桐原石部神社   | 新潟県長岡市上桐シデノ木   |        |      |
| 桐原石部神社       | キリハラノ | 小     | （論）桐原石部神社 | 新潟県長岡市寺泊下桐 |                            |        |      |
| 都野神社           | ツノ       | 小     |                    | 都野神社             | 新潟県長岡市与板町与板     |        |      |
| 小丹生神社         | ヲニフ     | 小     |                    | 小丹生神社           | 新潟県見附市熱田町字宮ノ浦 |        |      |
| 小丹生神社         | ヲニフ     | 小     | （論）宇奈具志神社 | 新潟県長岡市島崎     |                            |        |      |
| 宇奈具志神社       | ウナクシノ | 小     |                    |                      |                            |        |      |
| 凡例を表示         |            |        |                    |                      |                            |        |      |

## 近代以降の沿革
- 「旧高旧領取調帳」に記載されている明治初年時点での支配は以下の通り。●は寺社領、○は寺社除地[4]が存在。（1町293村）

| 知行   | 知行                 | 村数      | 村名 |
| ------ | -------------------- | --------- | --- |
| 幕府領 | 幕府領（桑名藩預地） | 17村      | 木沢村、竹沢村、下内新田、花連都新田、迎田村、間内平村、山中村、胡桃沢村、宮野越村、荷頃村（現：小千谷市）、蘭木新田、小栗山村、十兵衛新田、落合村、虫亀村、蓬平村、種苧原村 |
| 藩領   | 越後長岡藩           | 1町 265村 | 長岡城下、●荷頃村（現：長岡市）、西中野俣村、半蔵金村、池ノ上新田、森上村、中村、木山沢村、西野俣村、田之口村、東中野俣村、門松新田、一之貝村、軽井沢村、比礼村、比礼惣右衛門外新田、本津川村、大野村、泉村、来伝村、菅畑村惣左衛門組、菅畑村、吹谷村、大川戸村、赤谷村、小向村、松尾村、栗山沢村、橡堀村、赤花新田、宮沢村、平村、天下島村、天下島若衛門組、天下島和助組、柳島新田、滝之口村、入塩川村、塩新町村、山口村、文納村、上樫出村、藤右衛門新田、人面村、下樫出村、山葵谷村、葎谷村、梅野俣村、二ツ郷屋外新田、下塩村、今井新田、平中野俣村、八兵衛新田、○上塩村、○二日町村、○九川村、○塩中村、本所村、熊袋村、島田村、栃尾町村、栃尾浦村、中子村、金町村、滝下村、金沢村、原村、巻淵村、吉水村、●山屋村、悪戸川村、水沢村、水沢村又兵衛組、五郎右衛門外新田、鴉ヶ島村、岩野村外新田、楡原村、一之渡戸村、椿沢村、田井村、山崎村、熱田村、名木野村、池之内村、時水村、和田村、本尊村、明戸島村、八十刈村古新田、太田村、○池之島村、河野村、宮之原村、岩淵長七新田、○牛ヶ嶺村、神保村、小貫村、小貫村忠左衛門組、土ヶ谷村、栃窪村、佐野新田、小曽根村、宮下村、富島村、●○亀貝村、稲葉村、福島村、田尻古新田、市郎右衛門新田、大黒新田、中村古新田、弥次右衛門新田、福井村古新田、百束村、岩淵古新田、四ツ屋村、漆山村、新町村（現：見附市下新町）、耳取村、鳥屋脇村、川崎村、出来都古新田、野崎村、西片貝村、東片貝村、成願寺村、坂下新田、乙吉村、宮路村、麻生田村、浦瀬村、水穴村、加津保沢村、桂沢村、亀崎村、長倉村、釜沢村、●鉢伏村、竹ヶ花村、柿村、山沢新田村、谷内村、中沢善兵衛組、○中沢戸左衛門新田、中沢長右衛門組、○中沢村、渡沢村、○横枕村、村松村、滝谷村、猪沢村、青木高畑村、○栖吉村、大町村、町田村、青木高畑角右衛門古新田、鷺巣村、広道村、宮原村、○千手町村、草生津村、河内古新田、土合与惣兵衛古新田、赤川助七古新田、赤川庄右衛門古新田、○中島古川村、○赤川久七新田、麻野畑新田、中島市郎次新田、四郎丸村、土合村、上条村、宮内村、溝村、左近村、左近弥右衛門古新田、今井村、平島新田、新町村（現：長岡市曲新町）、新町村古新田、曲方村、●摂田屋村、定明村、豊詰村、上島村、田中村、下条村（現：長岡市下条町）、中屋敷村、大石村、蛭田新田、上前島村、蛇山村、犬茂島村、高山村、向島新田、山田新田、牛池村、高山外新田、六日市村、三俵野村、妙見村、中潟村、浦柄村、横渡村、十日町村、小島古新田、片田村、西野村、北野外新田、能下古新田、高瀬村、高瀬作十郎古新田、五本柳村古新田、田屋村、三ツ郷屋村、小沢村、槙山村所右衛門五兵衛組、蓮潟村、槙山助三郎古新田、○寺島村、鼠島村古新田、宮関新田、下柳村、荻野新田、藤沢新田、前野村古新田、巻島村、槙山村、槙山与次兵衛古新田、槙下村、上柳村、雁島村、花井村、川袋村、増田村古新田、李崎村、古川新田、芹川村、三之宮村、坂都新田、高野村、片端村、大荒戸村、道満村、南潟新田、片端杢右衛門新田、新町村（現：長岡市新町）、城岡外新田、行保新田、新保村、永田村、川久保外新田、下条村（現：長岡市下々条）、長兵衛新田、黒津村、福田村外新田、天神小屋村、大野新々田、上村古新田、市左衛門新田、河辺村、十二潟村古新田、大潟新田、高見村、嘉蔵新田、白岩村 |
| 藩領   | 伊勢桑名藩           | 4村       | 釜ヶ島村、岩野村、福道村、南新保村 |
| その他 | 寺社領               | 6村       | 堀金村、雨池村、寺宝村、三十八村、石内村、蔵王村 |
| その他 | 岸仁三郎除地         | 1村       | 黒田新田 |

- 慶応4年
  - 閏4月29日（1868年6月19日） - 戊辰戦争で新政府軍が桑名藩の陣屋がある刈羽郡柏崎を制圧。
  - 7月27日（1868年9月13日） - 幕府領・桑名藩領が柏崎県（第1次）の管轄となる。
- 明治元年11月5日（1868年12月18日） - 柏崎県を廃して新潟府に合併することが布達される（実行されず）。
- 明治2年
  - 2月22日（1869年4月3日） - 再度柏崎県を廃止する布達が出され、越後府（第2次）に合併。
  - 8月25日（1869年9月30日） - 旧：柏崎県の管轄地が柏崎県（第2次）の管轄となる。
- 明治3年
  - 10月22日（1870年11月15日） - 長岡藩が廃藩となり、領地が柏崎県の管轄となる。
- 明治初年（293村）
  - 古くは蔵王神社の境内地だった信濃川・柿川の中洲に中島村が起立。
  - 比礼惣右衛門外新田が比礼村に合併されたとみられる。
  - 山崎村が山崎村古新田に改称。
- 明治5年（1872年） - 本尊村・明戸島村が合併して本明村となる。（1町292村）
- 明治6年（1873年）（1町290村）
  - 6月10日 - 全域が新潟県の管轄となる。
  - 時水村・和田村が合併して明晶村となる。
  - 山田新田が向島新田に合併。
- 明治7年（1874年） - 蘭木新田が荷頃村（現：小千谷市）に合併。（1町289村）
- 明治8年（1875年） - 下内新田・花連都新田・迎田村・間内平村・山中村・胡桃沢村・宮野越村が竹沢村に、十兵衛新田・落合村が小栗山村に、槙山助三郎古新田が蓮潟村に、三十八村が蔵王村にそれぞれ合併。（1町278村）
- 明治10年（1877年） - 門松新田が荷頃村（現：長岡市）に、赤花新田が橡堀村にそれぞれ合併。（1町276村）
- 明治12年（1879年）（1町279村）
  - 4月9日 - 郡区町村編制法の新潟県での施行により行政区画としての古志郡が発足。郡役所を長岡城下に設置。
  - 三島郡大島村・水梨村・青山村・前島村・青島村の所属郡が本郡に変更。
  - 古川新田の所属郡が三島郡に変更。
  - 赤谷村の一部から寒沢村が分立。
  - 新町村（現：長岡市曲新町）・曲方村が合併して曲新町村となる。
  - 十二潟村古新田・大潟新田が合併して十二潟村となる。
  - 2ヶ所ずつ存在した荷頃村、下条村がそれぞれ南荷頃村（現：小千谷市）、北荷頃村（現：長岡市）、上下条村（現：長岡市下条町）、下下条村（現：長岡市下々条）に改称。
  - 新町村（現：見附市下新町）が下新町村に、青木高畑村が高畑村に、青木高畑角右衛門古新田が青木村にそれぞれ改称。
- 明治14年（1881年）（1町276村）
  - 小栗山村の一部（旧：落合村を含む）から濁沢村が分立。
  - 竹沢村の一部（大久保・小籠・梶金・小松倉・芋川［広神村］）から東竹沢村が分立。
  - 天下島和助組・栃尾浦村・中子村・金町村・滝下村が栃尾町村に合併。
- 明治17年（1884年） - 今井新田が入塩川村に合併。（1町275村）
- 明治18年（1885年）（1町269村）
  - 土合村が三島郡林新田を合併。
  - 悪戸川村・水沢村又兵衛組が合併して明戸村となる。
  - 池ノ上新田が半蔵金村に、五郎右衛門外新田が水沢村に、赤川助七古新田・赤川庄右衛門古新田が赤川村に、高山外新田が高山村にそれぞれ合併。
  - 二ツ郷屋外新田が二ツ郷屋村に、山崎村古新田が山崎村に、福井村古新田が福井村に、山沢新田村が山沢村に、中島古川村が古川村に、鼠島村古新田が鼠島村に、宮関新田が宮関村に、荻野新田が荻野村に、藤沢新田が藤沢村にそれぞれ改称。
- 明治19年（1886年）（1町250村）
  - 麻野畑新田・中島市郎次新田が合併して麻野村となる。
  - 福田村外新田・天神小屋村・大野新々田および市左衛門新田の一部が合併して天神村となる。
  - 天下島若衛門組・柳島新田が宮沢村に、藤右衛門新田が文納村に、八兵衛新田が島田村に、出来都古新田が川崎村に、坂下新田が成願寺村に、河内古新田が左近村に、土合与惣兵衛古新田が草生津村に、左近弥右衛門古新田が左近村に、坂都新田・南潟新田・片端杢右衛門新田が高野村に、長兵衛新田が下下条村に、市左衛門新田の残部が十二潟村に、嘉蔵新田が高見村にそれぞれ合併。
  - 小貫村忠左衛門組が山田村に、中沢善兵衛組が善衛村に、中沢戸左衛門新田が戸左衛門村に、中沢長右衛門組が長右衛門村に、赤川久七新田が久七村にそれぞれ改称。
- 明治20年（1887年） - 菅畑村惣左衛門組が菅畑村に、槙山与次兵衛古新田が槙山村に、増田村古新田が川袋村に、赤川村が草生津村にそれぞれ合併。（1町246村）

### 町村制以降の沿革
- 明治22年（1889年）4月1日 - 町村制の施行により以下の町村が発足。特記以外は現・長岡市。郡役所の所在地は長岡本町となる。（6町45村）

- 長岡町 ← 長岡城下のうち町人町21町
- 長岡本町 ← 長岡城下のうち武家屋敷地区18町
- 千手町 ← 千手町村、宮原村
- 草生津町 ← 草生津村、古川村、麻野村、久七村、中島町、寺島村［一部］
- 新町 ← 新町村、城岡外新田、川久保外新田、行保新田
- 王内村 ← 石内村、蔵王村
- 宮内村 ← 宮内村、溝村、今井村、平島新田、大島村、水梨村、左近村
- 石坂村 ← 村松村、広道村、竹ヶ花村、鷺巣村、横枕村、釜沢村
- 中通村 ← 曲新町村、摂田屋村、上下条村、豊詰村、定明村、上島村、田中村、中屋敷村、大石村、蛭田新田
- 前川村 ← 上前島村、青島村［大部分］、青山村、前島村
- 十日町村 ← 十日町村、片田村、小島古新田
- 高島村 ← 高山村、向島新田、牛池村
- 山谷沢村 ← 蛇山村、滝谷村、渡沢村、犬茂島村、黒田新田、猪沢村
- 六日市村 ← 中潟村、妙見村、六日市村、三俵野村、白岩村（現：長岡市）、浦柄村、横渡村（現：小千谷市）
- 石津村 ← 岩野村、釜ヶ島村
- 川西村 ← 小沢村、寺島村［大部分］、蓮潟村、鼠島村、宮関村、下柳村、荻野村、藤沢村、三ツ郷屋村、田屋村、槙山村所右衛門五兵衛組［一部］
- 四箇村 ← 槙下村、槙山村、巻島村、槙山村所右衛門五兵衛組［一部］
- 福戸村 ← 高野村、大荒戸村、片端村、道満村、福道村、南新保村および三島郡堺村［字古新田］
- 芹川村 ← 芹川村、雁島村、花井村、上柳村、三之宮村
- 川李村 ← 川袋村、李崎村および三島郡脇川新田
- 黒条村 ← 高見村、下下条村、黒津村、上村古新田、河辺村、天神村、十二潟村
- 四郎丸村 ← 四郎丸村、土合村、上条村
- 川崎村（単独村制）
- 山通村 ← 長倉村、鉢伏村、大町村、高畑村、町田村、青木村、山沢村、柿村
- 栖吉村（単独村制）
- 中貫村 ← 成願寺村、野崎村、中沢村、西片貝村、東片貝村、谷内村、善衛村、戸左衛門村、長右衛門村
- 山本村 ← 浦瀬村、乙吉村、麻生田村、宮路村、桂沢村、亀崎村、加津保沢村、水穴村
- 富曽亀村 ← 富島村、宮下村、亀貝村、稲葉村、小曽根村、堀金村、永田村、新保村
- 新組村 ← 福島村、市郎右衛門新田、田尻古新田、百束村、岩淵古新田、福井村、大黒新田、中村古新田、弥次右衛門新田、四ツ屋村（現：長岡市）、漆山村、下新町村（現：見附市）
- 北谷村 ← 田井村、椿沢村、山崎村、耳取村、鳥屋脇村、名木野村、熱田村、池之内村、明晶村（現：見附市）
- 上北谷村 ← 太田村、神保村、河野村、池之島村、本明村、八十刈村古新田、栃窪村、佐野新田、牛ヶ嶺村、岩淵長七新田、宮之原村（現：見附市）、小貫村、土ヶ谷村（現：長岡市）
- 橡尾町 ← 栃尾町村、一之渡戸村、山田村
- 五日町村 ← 二日町村、熊袋村、下塩村、人面村、文納村
- 川谷村 ← 楡原村、岩野村外新田、水沢村、鴉ヶ島村
- 吉樫村 ← 明戸村、金沢村、原村、巻淵村、吉水村、山屋村、下樫出村、上樫出村、山口村、二ツ郷屋村
- 上塩谷村 ← 滝之口村、入塩川村、本所村、島田村、山葵谷村
- 上塩村 ← 葎谷村、平中野俣村、九川村、塩中村、梅野俣村、塩新町村、上塩村
- 前東谷村 ← 菅畑村、泉村、赤谷村、宮沢村、天下島村、平村、小向村、大川戸村
- 橡堀村（単独村制）
- 入東谷村 ← 来伝村、吹谷村、松尾村、寒沢村、栗山沢村
- 荷頃村 ← 北荷頃村、大野村、比礼村、本津川村
- 一之貝村 ← 一之貝村、軽井沢村
- 西谷村 ← 西野俣村、森上村、中村、木山沢村、田之口村
- 中野俣村 ← 東中野俣村、西中野俣村
- 半蔵金村、種苧原村（それぞれ単独村制）
- 蓬沢村 ← 蓬平村、濁沢村
- 虫亀村、竹沢村、東竹沢村（それぞれ単独村制）
- 東山村 ← 南荷頃村、小栗山村（現：小千谷市）、木沢村および北魚沼郡塩谷村（現：長岡市）
- 西野村・北野外新田が三島郡中野島村、高瀬村・高瀬作十郎古新田・五本柳村古新田・前野村古新田・雨池村が三島郡日越村、能下古新田・寺宝村が三島郡王寺川村となる。

- 明治30年（1897年）1月1日 - 新潟県で郡制を施行。
- 明治34年（1901年）11月1日 - 下記の町村の統合が行われる。いずれも新設合併。（2町30村）

- 長岡町 ← 長岡本町、長岡町、千手町、草生津町、新町、王内村
- 四郎丸村 ← 四郎丸村、川崎村
- 栖吉村 ← 栖吉村、中貫村
- 上組村 ← 石坂村、中通村、宮内村、前川村
- 下川西村 ← 芹川村、川李村
- 六日市村 ← 六日市村、山谷沢村
- 十日町村 ← 十日町村、高島村
- 下塩谷村 ← 五日町村、川谷村、吉樫村
- 上塩谷村 ← 上塩谷村、上塩村
- 東谷村 ← 前東谷村、橡堀村
- 荷頃村 ← 荷頃村、一之貝村
- 太田村 ← 蓬沢村、虫亀村

- 明治39年（1906年）4月1日（1町29村）
  - 長岡町が市制施行して長岡市となり、郡より離脱。
  - 川西村・四箇村が合併して上川西村が発足。
- 明治44年（1911年）7月1日 - 橡尾町が改称して栃尾町となる。
- 大正10年（1921年）12月1日 - 四郎丸村が長岡市に編入。（1町28村）
- 大正12年（1923年）3月31日 - 郡会が廃止。郡役所は存続。
- 大正15年（1926年）6月30日 - 郡役所が廃止。以降は地域区分名称となる。
- 昭和23年（1948年）
  - 5月3日 - 上組村が町制施行・改称して宮内町となる。（2町27村）
  - 7月1日 - 山通村の一部（青木・町田）が宮内町、残部（長倉・鉢伏・大町・高畑・柿）が長岡市に分割編入。（2町26村）
- 昭和25年（1950年）12月1日 - 栖吉村が長岡市に編入。（2町25村）
- 昭和26年（1951年）
  - 1月1日 - 富曽亀村が長岡市に編入。（2町24村）
  - 10月10日 - 北谷村が南蒲原郡見附町に編入。（2町23村）
- 昭和29年（1954年）
  - 2月1日 - 上川西村が長岡市に編入。（2町22村）
  - 3月1日 - 宮内町が長岡市に編入。（1町22村）
  - 3月31日 - 上北谷村の一部（小貫・土ヶ谷）が栃尾町、残部が南蒲原郡見附町に分割編入。見附町は同日市制施行して見附市となる。（1町21村）
  - 6月1日 - 栃尾町が下塩谷村・上塩谷村・東谷村・荷頃村を編入し、市制施行して栃尾市となり、郡より離脱。（17村）
  - 11月1日（9村）
    - 十日町村・山本村・黒条村・新組村[47]・福戸村・下川西村が長岡市に編入。
    - 六日市村の一部（横渡・浦柄）が小千谷市、残部が長岡市に分割編入。
    - 東山村の一部（南荷頃・小栗山及び峠を除く塩谷）が小千谷市、残部（木沢及び塩谷のうち峠）が北魚沼郡川口町に分割編入。
- 昭和30年（1955年）
  - 3月31日（6村）
    - 入東谷村・西谷村が栃尾市に編入。
    - 石津村が三島郡来迎寺村・岩塚村・塚山村と合併して三島郡越路町が発足し、郡より離脱。
- 昭和31年（1956年）
  - 3月31日 - 種苧原村・太田村・竹沢村・東竹沢村が合併して山古志村が発足。（3村）
  - 9月1日 - 山古志村の一部（蓬平・濁沢・竹之高地）が長岡市に編入[48]。
  - 9月30日 - 中野俣村・半蔵金村が栃尾市に編入。（1村）
  - 10月1日 - 山古志村の一部（芋川）が北魚沼郡広神村に編入[48]。
- 平成17年（2005年）4月1日 - 山古志村が長岡市に編入。同日古志郡消滅。

### 変遷表
| 明治以前               | 明治以前               | 明治初年 - 明治22年        | 明治初年 - 明治22年              | 明治初年 - 明治22年              | 明治初年 - 明治22年              | 明治22年 4月1日 町村制施行 | 明治22年 - 大正15年      | 明治22年 - 大正15年          | 昭和元年 - 昭和29年                   | 昭和元年 - 昭和29年                                  | 昭和元年 - 昭和29年                         | 昭和30年 - 昭和64年          | 昭和30年 - 昭和64年                  | 平成元年 - 現在              | 現在     |
| ---------------------- | ---------------------- | -------------------------- | -------------------------------- | -------------------------------- | -------------------------------- | -------------------------- | ------------------------ | ---------------------------- | ------------------------------------- | ---------------------------------------------------- | ------------------------------------------- | ---------------------------- | ------------------------------------ | ---------------------------- | -------- |
| 竹沢村                 | 芋川                   | 明治8年 竹沢村             | 明治8年 竹沢村                   | 明治14年 分立 東竹沢村           | 明治14年 分立 東竹沢村           | 東竹沢村                   | 東竹沢村                 | 東竹沢村                     | 東竹沢村                              | 東竹沢村                                             | 東竹沢村                                    | 昭和31年3月31日 山古志村     | 昭和31年10月1日 北魚沼郡広神村に編入 | 平成16年11月1日 魚沼市       | 魚沼市   |
| 竹沢村                 | 小籠                   | 明治8年 竹沢村             | 明治8年 竹沢村                   | 明治14年 分立 東竹沢村           | 明治14年 分立 東竹沢村           | 東竹沢村                   | 東竹沢村                 | 東竹沢村                     | 東竹沢村                              | 東竹沢村                                             | 東竹沢村                                    | 昭和31年3月31日 山古志村     | 山古志村                             | 平成17年4月1日 長岡市に編入  | 長岡市   |
| 竹沢村                 | 大久保                 | 明治8年 竹沢村             | 明治8年 竹沢村                   | 明治14年 分立 東竹沢村           | 明治14年 分立 東竹沢村           | 東竹沢村                   | 東竹沢村                 | 東竹沢村                     | 東竹沢村                              | 東竹沢村                                             | 東竹沢村                                    | 昭和31年3月31日 山古志村     | 山古志村                             | 平成17年4月1日 長岡市に編入  | 長岡市   |
| 竹沢村                 | 梶金                   | 明治8年 竹沢村             | 明治8年 竹沢村                   | 明治14年 分立 東竹沢村           | 明治14年 分立 東竹沢村           | 東竹沢村                   | 東竹沢村                 | 東竹沢村                     | 東竹沢村                              | 東竹沢村                                             | 東竹沢村                                    | 昭和31年3月31日 山古志村     | 山古志村                             | 平成17年4月1日 長岡市に編入  | 長岡市   |
| 竹沢村                 | 小松倉                 | 明治8年 竹沢村             | 明治8年 竹沢村                   | 明治14年 分立 東竹沢村           | 明治14年 分立 東竹沢村           | 東竹沢村                   | 東竹沢村                 | 東竹沢村                     | 東竹沢村                              | 東竹沢村                                             | 東竹沢村                                    | 昭和31年3月31日 山古志村     | 山古志村                             | 平成17年4月1日 長岡市に編入  | 長岡市   |
| 竹沢村                 | 竹沢村                 | 明治8年 竹沢村             | 明治8年 竹沢村                   | 竹沢村                           | 竹沢村                           | 竹沢村                     | 竹沢村                   | 竹沢村                       | 竹沢村                                | 竹沢村                                               | 竹沢村                                      | 昭和31年3月31日 山古志村     | 山古志村                             | 平成17年4月1日 長岡市に編入  | 長岡市   |
| 竹沢村                 | 向田                   | 明治8年 竹沢村             | 明治8年 竹沢村                   | 竹沢村                           | 竹沢村                           | 竹沢村                     | 竹沢村                   | 竹沢村                       | 竹沢村                                | 竹沢村                                               | 竹沢村                                      | 昭和31年3月31日 山古志村     | 山古志村                             | 平成17年4月1日 長岡市に編入  | 長岡市   |
| 竹沢村                 | 菖蒲                   | 明治8年 竹沢村             | 明治8年 竹沢村                   | 竹沢村                           | 竹沢村                           | 竹沢村                     | 竹沢村                   | 竹沢村                       | 竹沢村                                | 竹沢村                                               | 竹沢村                                      | 昭和31年3月31日 山古志村     | 山古志村                             | 平成17年4月1日 長岡市に編入  | 長岡市   |
| 竹沢村                 | 太内                   | 明治8年 竹沢村             | 明治8年 竹沢村                   | 竹沢村                           | 竹沢村                           | 竹沢村                     | 竹沢村                   | 竹沢村                       | 竹沢村                                | 竹沢村                                               | 竹沢村                                      | 昭和31年3月31日 山古志村     | 山古志村                             | 平成17年4月1日 長岡市に編入  | 長岡市   |
| 竹沢村                 | 桂谷                   | 明治8年 竹沢村             | 明治8年 竹沢村                   | 竹沢村                           | 竹沢村                           | 竹沢村                     | 竹沢村                   | 竹沢村                       | 竹沢村                                | 竹沢村                                               | 竹沢村                                      | 昭和31年3月31日 山古志村     | 山古志村                             | 平成17年4月1日 長岡市に編入  | 長岡市   |
| 竹沢村                 | 油夫                   | 明治8年 竹沢村             | 明治8年 竹沢村                   | 竹沢村                           | 竹沢村                           | 竹沢村                     | 竹沢村                   | 竹沢村                       | 竹沢村                                | 竹沢村                                               | 竹沢村                                      | 昭和31年3月31日 山古志村     | 山古志村                             | 平成17年4月1日 長岡市に編入  | 長岡市   |
| 下内新田               |                        | 明治8年 竹沢村             | 明治8年 竹沢村                   | 竹沢村                           | 竹沢村                           | 竹沢村                     | 竹沢村                   | 竹沢村                       | 竹沢村                                | 竹沢村                                               | 竹沢村                                      | 昭和31年3月31日 山古志村     | 山古志村                             | 平成17年4月1日 長岡市に編入  | 長岡市   |
| 花連都新田             |                        | 明治8年 竹沢村             | 明治8年 竹沢村                   | 竹沢村                           | 竹沢村                           | 竹沢村                     | 竹沢村                   | 竹沢村                       | 竹沢村                                | 竹沢村                                               | 竹沢村                                      | 昭和31年3月31日 山古志村     | 山古志村                             | 平成17年4月1日 長岡市に編入  | 長岡市   |
| 迎田村                 |                        | 明治8年 竹沢村             | 明治8年 竹沢村                   | 竹沢村                           | 竹沢村                           | 竹沢村                     | 竹沢村                   | 竹沢村                       | 竹沢村                                | 竹沢村                                               | 竹沢村                                      | 昭和31年3月31日 山古志村     | 山古志村                             | 平成17年4月1日 長岡市に編入  | 長岡市   |
| 間内平村               |                        | 明治8年 竹沢村             | 明治8年 竹沢村                   | 竹沢村                           | 竹沢村                           | 竹沢村                     | 竹沢村                   | 竹沢村                       | 竹沢村                                | 竹沢村                                               | 竹沢村                                      | 昭和31年3月31日 山古志村     | 山古志村                             | 平成17年4月1日 長岡市に編入  | 長岡市   |
| 山中村                 |                        | 明治8年 竹沢村             | 明治8年 竹沢村                   | 竹沢村                           | 竹沢村                           | 竹沢村                     | 竹沢村                   | 竹沢村                       | 竹沢村                                | 竹沢村                                               | 竹沢村                                      | 昭和31年3月31日 山古志村     | 山古志村                             | 平成17年4月1日 長岡市に編入  | 長岡市   |
| 胡桃沢村               |                        | 明治8年 竹沢村             | 明治8年 竹沢村                   | 竹沢村                           | 竹沢村                           | 竹沢村                     | 竹沢村                   | 竹沢村                       | 竹沢村                                | 竹沢村                                               | 竹沢村                                      | 昭和31年3月31日 山古志村     | 山古志村                             | 平成17年4月1日 長岡市に編入  | 長岡市   |
| 宮野越村               |                        | 明治8年 竹沢村             | 明治8年 竹沢村                   | 竹沢村                           | 竹沢村                           | 竹沢村                     | 竹沢村                   | 竹沢村                       | 竹沢村                                | 竹沢村                                               | 竹沢村                                      | 昭和31年3月31日 山古志村     | 山古志村                             | 平成17年4月1日 長岡市に編入  | 長岡市   |
| 種苧原村               | 種苧原村               | 種苧原村                   | 種苧原村                         | 種苧原村                         | 種苧原村                         | 種苧原村                   | 種苧原村                 | 種苧原村                     | 種苧原村                              | 種苧原村                                             | 種苧原村                                    | 昭和31年3月31日 山古志村     | 山古志村                             | 平成17年4月1日 長岡市に編入  | 長岡市   |
| 虫亀村                 | 虫亀村                 | 虫亀村                     | 虫亀村                           | 虫亀村                           | 虫亀村                           | 虫亀村                     | 明治34年11月1日 太田村   | 明治34年11月1日 太田村       | 太田村                                | 太田村                                               | 太田村                                      | 昭和31年3月31日 山古志村     | 山古志村                             | 平成17年4月1日 長岡市に編入  | 長岡市   |
| 蓬平村                 | ［一部］               | 蓬平村                     | 蓬平村                           | 蓬平村                           | 蓬平村                           | 蓬沢村                     | 明治34年11月1日 太田村   | 明治34年11月1日 太田村       | 太田村                                | 太田村                                               | 太田村                                      | 昭和31年3月31日 山古志村     | 山古志村                             | 平成17年4月1日 長岡市に編入  | 長岡市   |
| 蓬平村                 | ［一部］               | 蓬平村                     | 蓬平村                           | 蓬平村                           | 蓬平村                           | 蓬沢村                     | 明治34年11月1日 太田村   | 明治34年11月1日 太田村       | 太田村                                | 太田村                                               | 太田村                                      | 昭和31年3月31日 山古志村     | 昭和31年9月1日 長岡市に編入          | 長岡市                       | 長岡市   |
| 小栗山村の一部         | 小栗山村の一部         | 明治8年 小栗山村の一部     | 明治8年 小栗山村の一部           | 明治14年 分立 濁沢村             | 明治14年 分立 濁沢村             | 蓬沢村                     | 明治34年11月1日 太田村   | 明治34年11月1日 太田村       | 太田村                                | 太田村                                               | 太田村                                      | 昭和31年3月31日 山古志村     | 昭和31年9月1日 長岡市に編入          | 長岡市                       | 長岡市   |
| 落合村                 |                        | 明治8年 小栗山村の一部     | 明治8年 小栗山村の一部           | 明治14年 分立 濁沢村             | 明治14年 分立 濁沢村             | 蓬沢村                     | 明治34年11月1日 太田村   | 明治34年11月1日 太田村       | 太田村                                | 太田村                                               | 太田村                                      | 昭和31年3月31日 山古志村     | 昭和31年9月1日 長岡市に編入          | 長岡市                       | 長岡市   |
| 富島村                 | 富島村                 | 富島村                     | 富島村                           | 富島村                           | 富島村                           | 富曽亀村                   | 富曽亀村                 | 富曽亀村                     | 昭和26年1月1日 長岡市に編入           | 長岡市                                               | 長岡市                                      | 長岡市                       | 長岡市                               | 長岡市                       | 長岡市   |
| 宮下村                 | 宮下村                 | 宮下村                     | 宮下村                           | 宮下村                           | 宮下村                           | 富曽亀村                   | 富曽亀村                 | 富曽亀村                     | 昭和26年1月1日 長岡市に編入           | 長岡市                                               | 長岡市                                      | 長岡市                       | 長岡市                               | 長岡市                       | 長岡市   |
| 亀貝村                 | 亀貝村                 | 亀貝村                     | 亀貝村                           | 亀貝村                           | 亀貝村                           | 富曽亀村                   | 富曽亀村                 | 富曽亀村                     | 昭和26年1月1日 長岡市に編入           | 長岡市                                               | 長岡市                                      | 長岡市                       | 長岡市                               | 長岡市                       | 長岡市   |
| 稲葉村                 | 稲葉村                 | 稲葉村                     | 稲葉村                           | 稲葉村                           | 稲葉村                           | 富曽亀村                   | 富曽亀村                 | 富曽亀村                     | 昭和26年1月1日 長岡市に編入           | 長岡市                                               | 長岡市                                      | 長岡市                       | 長岡市                               | 長岡市                       | 長岡市   |
| 小曽根村               | 小曽根村               | 小曽根村                   | 小曽根村                         | 小曽根村                         | 小曽根村                         | 富曽亀村                   | 富曽亀村                 | 富曽亀村                     | 昭和26年1月1日 長岡市に編入           | 長岡市                                               | 長岡市                                      | 長岡市                       | 長岡市                               | 長岡市                       | 長岡市   |
| 堀金村                 | 堀金村                 | 堀金村                     | 堀金村                           | 堀金村                           | 堀金村                           | 富曽亀村                   | 富曽亀村                 | 富曽亀村                     | 昭和26年1月1日 長岡市に編入           | 長岡市                                               | 長岡市                                      | 長岡市                       | 長岡市                               | 長岡市                       | 長岡市   |
| 永田村                 | 永田村                 | 永田村                     | 永田村                           | 永田村                           | 永田村                           | 富曽亀村                   | 富曽亀村                 | 富曽亀村                     | 昭和26年1月1日 長岡市に編入           | 長岡市                                               | 長岡市                                      | 長岡市                       | 長岡市                               | 長岡市                       | 長岡市   |
| 新保村                 | 新保村                 | 新保村                     | 新保村                           | 新保村                           | 新保村                           | 富曽亀村                   | 富曽亀村                 | 富曽亀村                     | 昭和26年1月1日 長岡市に編入           | 長岡市                                               | 長岡市                                      | 長岡市                       | 長岡市                               | 長岡市                       | 長岡市   |
| 栖吉村                 | 栖吉村                 | 栖吉村                     | 栖吉村                           | 栖吉村                           | 栖吉村                           | 栖吉村                     | 明治34年11月1日 栖吉村   | 明治34年11月1日 栖吉村       | 昭和25年12月1日 長岡市に編入          | 長岡市                                               | 長岡市                                      | 長岡市                       | 長岡市                               | 長岡市                       | 長岡市   |
| 成願寺村               | 成願寺村               | 成願寺村                   | 成願寺村                         | 明治19年 成願寺村                | 明治19年 成願寺村                | 中貫村                     | 明治34年11月1日 栖吉村   | 明治34年11月1日 栖吉村       | 昭和25年12月1日 長岡市に編入          | 長岡市                                               | 長岡市                                      | 長岡市                       | 長岡市                               | 長岡市                       | 長岡市   |
| 坂下新田               | 坂下新田               | 坂下新田                   | 坂下新田                         | 明治19年 成願寺村                | 明治19年 成願寺村                | 中貫村                     | 明治34年11月1日 栖吉村   | 明治34年11月1日 栖吉村       | 昭和25年12月1日 長岡市に編入          | 長岡市                                               | 長岡市                                      | 長岡市                       | 長岡市                               | 長岡市                       | 長岡市   |
| 野崎村                 | 野崎村                 | 野崎村                     | 野崎村                           | 野崎村                           | 野崎村                           | 中貫村                     | 明治34年11月1日 栖吉村   | 明治34年11月1日 栖吉村       | 昭和25年12月1日 長岡市に編入          | 長岡市                                               | 長岡市                                      | 長岡市                       | 長岡市                               | 長岡市                       | 長岡市   |
| 中沢村                 | 中沢村                 | 中沢村                     | 中沢村                           | 中沢村                           | 中沢村                           | 中貫村                     | 明治34年11月1日 栖吉村   | 明治34年11月1日 栖吉村       | 昭和25年12月1日 長岡市に編入          | 長岡市                                               | 長岡市                                      | 長岡市                       | 長岡市                               | 長岡市                       | 長岡市   |
| 西片貝村               | 西片貝村               | 西片貝村                   | 西片貝村                         | 西片貝村                         | 西片貝村                         | 中貫村                     | 明治34年11月1日 栖吉村   | 明治34年11月1日 栖吉村       | 昭和25年12月1日 長岡市に編入          | 長岡市                                               | 長岡市                                      | 長岡市                       | 長岡市                               | 長岡市                       | 長岡市   |
| 東片貝村               | 東片貝村               | 東片貝村                   | 東片貝村                         | 東片貝村                         | 東片貝村                         | 中貫村                     | 明治34年11月1日 栖吉村   | 明治34年11月1日 栖吉村       | 昭和25年12月1日 長岡市に編入          | 長岡市                                               | 長岡市                                      | 長岡市                       | 長岡市                               | 長岡市                       | 長岡市   |
| 谷内村                 | 谷内村                 | 谷内村                     | 谷内村                           | 谷内村                           | 谷内村                           | 中貫村                     | 明治34年11月1日 栖吉村   | 明治34年11月1日 栖吉村       | 昭和25年12月1日 長岡市に編入          | 長岡市                                               | 長岡市                                      | 長岡市                       | 長岡市                               | 長岡市                       | 長岡市   |
| 中沢善兵衛組           | 中沢善兵衛組           | 中沢善兵衛組               | 中沢善兵衛組                     | 明治19年 改称 善衛村             | 明治19年 改称 善衛村             | 中貫村                     | 明治34年11月1日 栖吉村   | 明治34年11月1日 栖吉村       | 昭和25年12月1日 長岡市に編入          | 長岡市                                               | 長岡市                                      | 長岡市                       | 長岡市                               | 長岡市                       | 長岡市   |
| 中沢戸左衛門新田       | 中沢戸左衛門新田       | 中沢戸左衛門新田           | 中沢戸左衛門新田                 | 明治19年 改称 戸左衛門村         | 明治19年 改称 戸左衛門村         | 中貫村                     | 明治34年11月1日 栖吉村   | 明治34年11月1日 栖吉村       | 昭和25年12月1日 長岡市に編入          | 長岡市                                               | 長岡市                                      | 長岡市                       | 長岡市                               | 長岡市                       | 長岡市   |
| 中沢長右衛門組         | 中沢長右衛門組         | 中沢長右衛門組             | 中沢長右衛門組                   | 明治19年 改称 長右衛門村         | 明治19年 改称 長右衛門村         | 中貫村                     | 明治34年11月1日 栖吉村   | 明治34年11月1日 栖吉村       | 昭和25年12月1日 長岡市に編入          | 長岡市                                               | 長岡市                                      | 長岡市                       | 長岡市                               | 長岡市                       | 長岡市   |
| 長倉村                 | 長倉村                 | 長倉村                     | 長倉村                           | 長倉村                           | 長倉村                           | 山通村                     | 山通村                   | 山通村                       | 昭和23年7月1日 長岡市に編入           | 長岡市                                               | 長岡市                                      | 長岡市                       | 長岡市                               | 長岡市                       | 長岡市   |
| 鉢伏村                 | 鉢伏村                 | 鉢伏村                     | 鉢伏村                           | 鉢伏村                           | 鉢伏村                           | 山通村                     | 山通村                   | 山通村                       | 昭和23年7月1日 長岡市に編入           | 長岡市                                               | 長岡市                                      | 長岡市                       | 長岡市                               | 長岡市                       | 長岡市   |
| 大町村                 | 大町村                 | 大町村                     | 大町村                           | 大町村                           | 大町村                           | 山通村                     | 山通村                   | 山通村                       | 昭和23年7月1日 長岡市に編入           | 長岡市                                               | 長岡市                                      | 長岡市                       | 長岡市                               | 長岡市                       | 長岡市   |
| 青木高畑村             | 青木高畑村             | 青木高畑村                 | 明治12年 改称 高畑村             | 明治12年 改称 高畑村             | 明治12年 改称 高畑村             | 山通村                     | 山通村                   | 山通村                       | 昭和23年7月1日 長岡市に編入           | 長岡市                                               | 長岡市                                      | 長岡市                       | 長岡市                               | 長岡市                       | 長岡市   |
| 山沢新田村             | 山沢新田村             | 山沢新田村                 | 山沢新田村                       | 明治18年 改称 山沢村             | 明治18年 改称 山沢村             | 山通村                     | 山通村                   | 山通村                       | 昭和23年7月1日 長岡市に編入           | 長岡市                                               | 長岡市                                      | 長岡市                       | 長岡市                               | 長岡市                       | 長岡市   |
| 柿村                   | 柿村                   | 柿村                       | 柿村                             | 柿村                             | 柿村                             | 山通村                     | 山通村                   | 山通村                       | 昭和23年7月1日 長岡市に編入           | 長岡市                                               | 長岡市                                      | 長岡市                       | 長岡市                               | 長岡市                       | 長岡市   |
| 町田村                 | 町田村                 | 町田村                     | 町田村                           | 町田村                           | 町田村                           | 山通村                     | 山通村                   | 山通村                       | 昭和23年7月1日 宮内町に編入           | 昭和29年3月1日 長岡市に編入                          | 長岡市                                      | 長岡市                       | 長岡市                               | 長岡市                       | 長岡市   |
| 青木高畑角右衛門古新田 | 青木高畑角右衛門古新田 | 青木高畑角右衛門古新田     | 明治12年 改称 青木村             | 明治12年 改称 青木村             | 明治12年 改称 青木村             | 山通村                     | 山通村                   | 山通村                       | 昭和23年7月1日 宮内町に編入           | 昭和29年3月1日 長岡市に編入                          | 長岡市                                      | 長岡市                       | 長岡市                               | 長岡市                       | 長岡市   |
| 宮内村                 | 宮内村                 | 宮内村                     | 宮内村                           | 宮内村                           | 宮内村                           | 宮内村                     | 明治34年11月1日 上組村   | 明治34年11月1日 上組村       | 昭和23年5月3日 町制改称 宮内町        | 昭和29年3月1日 長岡市に編入                          | 長岡市                                      | 長岡市                       | 長岡市                               | 長岡市                       | 長岡市   |
| 溝村                   | 溝村                   | 溝村                       | 溝村                             | 溝村                             | 溝村                             | 宮内村                     | 明治34年11月1日 上組村   | 明治34年11月1日 上組村       | 昭和23年5月3日 町制改称 宮内町        | 昭和29年3月1日 長岡市に編入                          | 長岡市                                      | 長岡市                       | 長岡市                               | 長岡市                       | 長岡市   |
| 今井村                 | 今井村                 | 今井村                     | 今井村                           | 今井村                           | 今井村                           | 宮内村                     | 明治34年11月1日 上組村   | 明治34年11月1日 上組村       | 昭和23年5月3日 町制改称 宮内町        | 昭和29年3月1日 長岡市に編入                          | 長岡市                                      | 長岡市                       | 長岡市                               | 長岡市                       | 長岡市   |
| 平島新田               | 平島新田               | 平島新田                   | 平島新田                         | 平島新田                         | 平島新田                         | 宮内村                     | 明治34年11月1日 上組村   | 明治34年11月1日 上組村       | 昭和23年5月3日 町制改称 宮内町        | 昭和29年3月1日 長岡市に編入                          | 長岡市                                      | 長岡市                       | 長岡市                               | 長岡市                       | 長岡市   |
| 三島郡大島村           | 三島郡大島村           | 三島郡大島村               | 明治12年 所属変更 大島村         | 明治12年 所属変更 大島村         | 明治12年 所属変更 大島村         | 宮内村                     | 明治34年11月1日 上組村   | 明治34年11月1日 上組村       | 昭和23年5月3日 町制改称 宮内町        | 昭和29年3月1日 長岡市に編入                          | 長岡市                                      | 長岡市                       | 長岡市                               | 長岡市                       | 長岡市   |
| 三島郡水梨村           | 三島郡水梨村           | 三島郡水梨村               | 明治12年 所属変更 水梨村         | 明治12年 所属変更 水梨村         | 明治12年 所属変更 水梨村         | 宮内村                     | 明治34年11月1日 上組村   | 明治34年11月1日 上組村       | 昭和23年5月3日 町制改称 宮内町        | 昭和29年3月1日 長岡市に編入                          | 長岡市                                      | 長岡市                       | 長岡市                               | 長岡市                       | 長岡市   |
| 左近村                 | 左近村                 | 左近村                     | 左近村                           | 明治19年 左近村                  | 明治19年 左近村                  | 宮内村                     | 明治34年11月1日 上組村   | 明治34年11月1日 上組村       | 昭和23年5月3日 町制改称 宮内町        | 昭和29年3月1日 長岡市に編入                          | 長岡市                                      | 長岡市                       | 長岡市                               | 長岡市                       | 長岡市   |
| 左近弥右衛門古新田     | 左近弥右衛門古新田     | 左近弥右衛門古新田         | 左近弥右衛門古新田               | 明治19年 左近村                  | 明治19年 左近村                  | 宮内村                     | 明治34年11月1日 上組村   | 明治34年11月1日 上組村       | 昭和23年5月3日 町制改称 宮内町        | 昭和29年3月1日 長岡市に編入                          | 長岡市                                      | 長岡市                       | 長岡市                               | 長岡市                       | 長岡市   |
| 河内古新田             | 河内古新田             | 河内古新田                 | 河内古新田                       | 明治19年 左近村                  | 明治19年 左近村                  | 宮内村                     | 明治34年11月1日 上組村   | 明治34年11月1日 上組村       | 昭和23年5月3日 町制改称 宮内町        | 昭和29年3月1日 長岡市に編入                          | 長岡市                                      | 長岡市                       | 長岡市                               | 長岡市                       | 長岡市   |
| 村松村                 | 村松村                 | 村松村                     | 村松村                           | 村松村                           | 村松村                           | 石坂村                     | 明治34年11月1日 上組村   | 明治34年11月1日 上組村       | 昭和23年5月3日 町制改称 宮内町        | 昭和29年3月1日 長岡市に編入                          | 長岡市                                      | 長岡市                       | 長岡市                               | 長岡市                       | 長岡市   |
| 広道村                 | 広道村                 | 広道村                     | 広道村                           | 広道村                           | 広道村                           | 石坂村                     | 明治34年11月1日 上組村   | 明治34年11月1日 上組村       | 昭和23年5月3日 町制改称 宮内町        | 昭和29年3月1日 長岡市に編入                          | 長岡市                                      | 長岡市                       | 長岡市                               | 長岡市                       | 長岡市   |
| 竹ヶ花村               | 竹ヶ花村               | 竹ヶ花村                   | 竹ヶ花村                         | 竹ヶ花村                         | 竹ヶ花村                         | 石坂村                     | 明治34年11月1日 上組村   | 明治34年11月1日 上組村       | 昭和23年5月3日 町制改称 宮内町        | 昭和29年3月1日 長岡市に編入                          | 長岡市                                      | 長岡市                       | 長岡市                               | 長岡市                       | 長岡市   |
| 鷺巣村                 | 鷺巣村                 | 鷺巣村                     | 鷺巣村                           | 鷺巣村                           | 鷺巣村                           | 石坂村                     | 明治34年11月1日 上組村   | 明治34年11月1日 上組村       | 昭和23年5月3日 町制改称 宮内町        | 昭和29年3月1日 長岡市に編入                          | 長岡市                                      | 長岡市                       | 長岡市                               | 長岡市                       | 長岡市   |
| 横枕村                 | 横枕村                 | 横枕村                     | 横枕村                           | 横枕村                           | 横枕村                           | 石坂村                     | 明治34年11月1日 上組村   | 明治34年11月1日 上組村       | 昭和23年5月3日 町制改称 宮内町        | 昭和29年3月1日 長岡市に編入                          | 長岡市                                      | 長岡市                       | 長岡市                               | 長岡市                       | 長岡市   |
| 釜沢村                 | 釜沢村                 | 釜沢村                     | 釜沢村                           | 釜沢村                           | 釜沢村                           | 石坂村                     | 明治34年11月1日 上組村   | 明治34年11月1日 上組村       | 昭和23年5月3日 町制改称 宮内町        | 昭和29年3月1日 長岡市に編入                          | 長岡市                                      | 長岡市                       | 長岡市                               | 長岡市                       | 長岡市   |
| 新町村                 | 新町村                 | 明治初年 新町村            | 明治12年 曲新町村                | 明治12年 曲新町村                | 明治12年 曲新町村                | 中通村                     | 明治34年11月1日 上組村   | 明治34年11月1日 上組村       | 昭和23年5月3日 町制改称 宮内町        | 昭和29年3月1日 長岡市に編入                          | 長岡市                                      | 長岡市                       | 長岡市                               | 長岡市                       | 長岡市   |
| 新町村古新田           |                        | 明治初年 新町村            | 明治12年 曲新町村                | 明治12年 曲新町村                | 明治12年 曲新町村                | 中通村                     | 明治34年11月1日 上組村   | 明治34年11月1日 上組村       | 昭和23年5月3日 町制改称 宮内町        | 昭和29年3月1日 長岡市に編入                          | 長岡市                                      | 長岡市                       | 長岡市                               | 長岡市                       | 長岡市   |
| 曲方村                 | 曲方村                 | 曲方村                     | 明治12年 曲新町村                | 明治12年 曲新町村                | 明治12年 曲新町村                | 中通村                     | 明治34年11月1日 上組村   | 明治34年11月1日 上組村       | 昭和23年5月3日 町制改称 宮内町        | 昭和29年3月1日 長岡市に編入                          | 長岡市                                      | 長岡市                       | 長岡市                               | 長岡市                       | 長岡市   |
| 摂田屋村               | 摂田屋村               | 摂田屋村                   | 摂田屋村                         | 摂田屋村                         | 摂田屋村                         | 中通村                     | 明治34年11月1日 上組村   | 明治34年11月1日 上組村       | 昭和23年5月3日 町制改称 宮内町        | 昭和29年3月1日 長岡市に編入                          | 長岡市                                      | 長岡市                       | 長岡市                               | 長岡市                       | 長岡市   |
| 下条村                 | 下条村                 | 下条村                     | 明治12年 改称 上下条村           | 明治12年 改称 上下条村           | 明治12年 改称 上下条村           | 中通村                     | 明治34年11月1日 上組村   | 明治34年11月1日 上組村       | 昭和23年5月3日 町制改称 宮内町        | 昭和29年3月1日 長岡市に編入                          | 長岡市                                      | 長岡市                       | 長岡市                               | 長岡市                       | 長岡市   |
| 豊詰村                 | 豊詰村                 | 豊詰村                     | 豊詰村                           | 豊詰村                           | 豊詰村                           | 中通村                     | 明治34年11月1日 上組村   | 明治34年11月1日 上組村       | 昭和23年5月3日 町制改称 宮内町        | 昭和29年3月1日 長岡市に編入                          | 長岡市                                      | 長岡市                       | 長岡市                               | 長岡市                       | 長岡市   |
| 定明村                 | 定明村                 | 定明村                     | 定明村                           | 定明村                           | 定明村                           | 中通村                     | 明治34年11月1日 上組村   | 明治34年11月1日 上組村       | 昭和23年5月3日 町制改称 宮内町        | 昭和29年3月1日 長岡市に編入                          | 長岡市                                      | 長岡市                       | 長岡市                               | 長岡市                       | 長岡市   |
| 上島村                 | 上島村                 | 上島村                     | 上島村                           | 上島村                           | 上島村                           | 中通村                     | 明治34年11月1日 上組村   | 明治34年11月1日 上組村       | 昭和23年5月3日 町制改称 宮内町        | 昭和29年3月1日 長岡市に編入                          | 長岡市                                      | 長岡市                       | 長岡市                               | 長岡市                       | 長岡市   |
| 田中村                 | 田中村                 | 田中村                     | 田中村                           | 田中村                           | 田中村                           | 中通村                     | 明治34年11月1日 上組村   | 明治34年11月1日 上組村       | 昭和23年5月3日 町制改称 宮内町        | 昭和29年3月1日 長岡市に編入                          | 長岡市                                      | 長岡市                       | 長岡市                               | 長岡市                       | 長岡市   |
| 中屋敷村               | 中屋敷村               | 中屋敷村                   | 中屋敷村                         | 中屋敷村                         | 中屋敷村                         | 中通村                     | 明治34年11月1日 上組村   | 明治34年11月1日 上組村       | 昭和23年5月3日 町制改称 宮内町        | 昭和29年3月1日 長岡市に編入                          | 長岡市                                      | 長岡市                       | 長岡市                               | 長岡市                       | 長岡市   |
| 大石村                 | 大石村                 | 大石村                     | 大石村                           | 大石村                           | 大石村                           | 中通村                     | 明治34年11月1日 上組村   | 明治34年11月1日 上組村       | 昭和23年5月3日 町制改称 宮内町        | 昭和29年3月1日 長岡市に編入                          | 長岡市                                      | 長岡市                       | 長岡市                               | 長岡市                       | 長岡市   |
| 蛭田新田               | 蛭田新田               | 蛭田新田                   | 蛭田新田                         | 蛭田新田                         | 蛭田新田                         | 中通村                     | 明治34年11月1日 上組村   | 明治34年11月1日 上組村       | 昭和23年5月3日 町制改称 宮内町        | 昭和29年3月1日 長岡市に編入                          | 長岡市                                      | 長岡市                       | 長岡市                               | 長岡市                       | 長岡市   |
| 上前島村               | 上前島村               | 上前島村                   | 上前島村                         | 上前島村                         | 上前島村                         | 前川村                     | 明治34年11月1日 上組村   | 明治34年11月1日 上組村       | 昭和23年5月3日 町制改称 宮内町        | 昭和29年3月1日 長岡市に編入                          | 長岡市                                      | 長岡市                       | 長岡市                               | 長岡市                       | 長岡市   |
| 三島郡前島村           | 三島郡前島村           | 三島郡前島村               | 明治12年 所属変更 前島村         | 明治12年 所属変更 前島村         | 明治12年 所属変更 前島村         | 前川村                     | 明治34年11月1日 上組村   | 明治34年11月1日 上組村       | 昭和23年5月3日 町制改称 宮内町        | 昭和29年3月1日 長岡市に編入                          | 長岡市                                      | 長岡市                       | 長岡市                               | 長岡市                       | 長岡市   |
| 三島郡青山村           | 三島郡青山村           | 三島郡青山村               | 明治12年 所属変更 青山村         | 明治12年 所属変更 青山村         | 明治12年 所属変更 青山村         | 前川村                     | 明治34年11月1日 上組村   | 明治34年11月1日 上組村       | 昭和23年5月3日 町制改称 宮内町        | 昭和29年3月1日 長岡市に編入                          | 長岡市                                      | 長岡市                       | 長岡市                               | 長岡市                       | 長岡市   |
| 三島郡青島村           | ［その他］             | 三島郡青島村               | 明治12年 所属変更 青島村         | 明治12年 所属変更 青島村         | 明治12年 所属変更 青島村         | 前川村                     | 明治34年11月1日 上組村   | 明治34年11月1日 上組村       | 昭和23年5月3日 町制改称 宮内町        | 昭和29年3月1日 長岡市に編入                          | 長岡市                                      | 長岡市                       | 長岡市                               | 長岡市                       | 長岡市   |
| 三島郡青島村           | ［突切島］             | 三島郡青島村               | 明治12年 所属変更 青島村         | 明治12年 所属変更 青島村         | 明治12年 所属変更 青島村         | 浦村                       | 明治34年11月1日 来迎寺村 | 明治34年11月1日 来迎寺村     | 来迎寺村                              | 来迎寺村                                             | 来迎寺村                                    | 昭和30年3月31日 三島郡越路町 | 昭和30年3月31日 三島郡越路町         | 平成17年4月1日 長岡市に編入  | 長岡市   |
| 西野村                 | 西野村                 | 西野村                     | 西野村                           | 西野村                           | 西野村                           | 中野島村                   | 明治34年11月1日 来迎寺村 | 明治34年11月1日 来迎寺村     | 来迎寺村                              | 来迎寺村                                             | 来迎寺村                                    | 昭和30年3月31日 三島郡越路町 | 昭和30年3月31日 三島郡越路町         | 平成17年4月1日 長岡市に編入  | 長岡市   |
| 北野外新田             | 北野外新田             | 北野外新田                 | 北野外新田                       | 北野外新田                       | 北野外新田                       | 中野島村                   | 明治34年11月1日 来迎寺村 | 明治34年11月1日 来迎寺村     | 来迎寺村                              | 来迎寺村                                             | 来迎寺村                                    | 昭和30年3月31日 三島郡越路町 | 昭和30年3月31日 三島郡越路町         | 平成17年4月1日 長岡市に編入  | 長岡市   |
| 岩野村                 | 岩野村                 | 岩野村                     | 岩野村                           | 岩野村                           | 岩野村                           | 石津村                     | 石津村                   | 石津村                       | 石津村                                | 石津村                                               | 石津村                                      | 昭和30年3月31日 三島郡越路町 | 昭和30年3月31日 三島郡越路町         | 平成17年4月1日 長岡市に編入  | 長岡市   |
| 釜ヶ島村               | 釜ヶ島村               | 釜ヶ島村                   | 釜ヶ島村                         | 釜ヶ島村                         | 釜ヶ島村                         | 石津村                     | 石津村                   | 石津村                       | 石津村                                | 石津村                                               | 石津村                                      | 昭和30年3月31日 三島郡越路町 | 昭和30年3月31日 三島郡越路町         | 平成17年4月1日 長岡市に編入  | 長岡市   |
| 東中野俣村             | 東中野俣村             | 東中野俣村                 | 東中野俣村                       | 東中野俣村                       | 東中野俣村                       | 中野俣村                   | 中野俣村                 | 中野俣村                     | 中野俣村                              | 中野俣村                                             | 中野俣村                                    | 中野俣村                     | 昭和31年9月30日 栃尾市に編入         | 平成18年1月1日 長岡市に編入  | 長岡市   |
| 西中野俣村             | 西中野俣村             | 西中野俣村                 | 西中野俣村                       | 西中野俣村                       | 西中野俣村                       | 中野俣村                   | 中野俣村                 | 中野俣村                     | 中野俣村                              | 中野俣村                                             | 中野俣村                                    | 中野俣村                     | 昭和31年9月30日 栃尾市に編入         | 平成18年1月1日 長岡市に編入  | 長岡市   |
| 半蔵金村               | 半蔵金村               | 半蔵金村                   | 半蔵金村                         | 明治18年 半蔵金村                | 明治18年 半蔵金村                | 半蔵金村                   | 半蔵金村                 | 半蔵金村                     | 半蔵金村                              | 半蔵金村                                             | 半蔵金村                                    | 半蔵金村                     | 昭和31年9月30日 栃尾市に編入         | 平成18年1月1日 長岡市に編入  | 長岡市   |
| 池ノ上新田             | 池ノ上新田             | 池ノ上新田                 | 池ノ上新田                       | 明治18年 半蔵金村                | 明治18年 半蔵金村                | 半蔵金村                   | 半蔵金村                 | 半蔵金村                     | 半蔵金村                              | 半蔵金村                                             | 半蔵金村                                    | 半蔵金村                     | 昭和31年9月30日 栃尾市に編入         | 平成18年1月1日 長岡市に編入  | 長岡市   |
| 西野俣村               | 西野俣村               | 西野俣村                   | 西野俣村                         | 西野俣村                         | 西野俣村                         | 入東谷村                   | 入東谷村                 | 入東谷村                     | 入東谷村                              | 入東谷村                                             | 入東谷村                                    | 昭和30年3月31日 栃尾市に編入 | 栃尾市                               | 平成18年1月1日 長岡市に編入  | 長岡市   |
| 森上村                 | 森上村                 | 森上村                     | 森上村                           | 森上村                           | 森上村                           | 入東谷村                   | 入東谷村                 | 入東谷村                     | 入東谷村                              | 入東谷村                                             | 入東谷村                                    | 昭和30年3月31日 栃尾市に編入 | 栃尾市                               | 平成18年1月1日 長岡市に編入  | 長岡市   |
| 中村                   | 中村                   | 中村                       | 中村                             | 中村                             | 中村                             | 入東谷村                   | 入東谷村                 | 入東谷村                     | 入東谷村                              | 入東谷村                                             | 入東谷村                                    | 昭和30年3月31日 栃尾市に編入 | 栃尾市                               | 平成18年1月1日 長岡市に編入  | 長岡市   |
| 木山沢村               | 木山沢村               | 木山沢村                   | 木山沢村                         | 木山沢村                         | 木山沢村                         | 入東谷村                   | 入東谷村                 | 入東谷村                     | 入東谷村                              | 入東谷村                                             | 入東谷村                                    | 昭和30年3月31日 栃尾市に編入 | 栃尾市                               | 平成18年1月1日 長岡市に編入  | 長岡市   |
| 田之口村               | 田之口村               | 田之口村                   | 田之口村                         | 田之口村                         | 田之口村                         | 入東谷村                   | 入東谷村                 | 入東谷村                     | 入東谷村                              | 入東谷村                                             | 入東谷村                                    | 昭和30年3月31日 栃尾市に編入 | 栃尾市                               | 平成18年1月1日 長岡市に編入  | 長岡市   |
| 来伝村                 | 来伝村                 | 来伝村                     | 来伝村                           | 来伝村                           | 来伝村                           | 西谷村                     | 西谷村                   | 西谷村                       | 西谷村                                | 西谷村                                               | 西谷村                                      | 昭和30年3月31日 栃尾市に編入 | 栃尾市                               | 平成18年1月1日 長岡市に編入  | 長岡市   |
| 吹谷村                 | 吹谷村                 | 吹谷村                     | 吹谷村                           | 吹谷村                           | 吹谷村                           | 西谷村                     | 西谷村                   | 西谷村                       | 西谷村                                | 西谷村                                               | 西谷村                                      | 昭和30年3月31日 栃尾市に編入 | 栃尾市                               | 平成18年1月1日 長岡市に編入  | 長岡市   |
| 松尾村                 | 松尾村                 | 松尾村                     | 松尾村                           | 松尾村                           | 松尾村                           | 西谷村                     | 西谷村                   | 西谷村                       | 西谷村                                | 西谷村                                               | 西谷村                                      | 昭和30年3月31日 栃尾市に編入 | 栃尾市                               | 平成18年1月1日 長岡市に編入  | 長岡市   |
| 栗山沢村               | 栗山沢村               | 栗山沢村                   | 栗山沢村                         | 栗山沢村                         | 栗山沢村                         | 西谷村                     | 西谷村                   | 西谷村                       | 西谷村                                | 西谷村                                               | 西谷村                                      | 昭和30年3月31日 栃尾市に編入 | 栃尾市                               | 平成18年1月1日 長岡市に編入  | 長岡市   |
| 赤谷村                 | 赤谷村                 | 赤谷村                     | 明治12年 分立 寒沢村             | 明治12年 分立 寒沢村             | 明治12年 分立 寒沢村             | 西谷村                     | 西谷村                   | 西谷村                       | 西谷村                                | 西谷村                                               | 西谷村                                      | 昭和30年3月31日 栃尾市に編入 | 栃尾市                               | 平成18年1月1日 長岡市に編入  | 長岡市   |
| 赤谷村                 | 赤谷村                 | 赤谷村                     | 赤谷村                           | 赤谷村                           | 赤谷村                           | 前東谷村                   | 明治34年11月1日 東谷村   | 明治34年11月1日 東谷村       | 東谷村                                | 東谷村                                               | 昭和29年6月1日 栃尾町に編入 即日市制 栃尾市 | 栃尾市                       | 栃尾市                               | 平成18年1月1日 長岡市に編入  | 長岡市   |
| 宮沢村                 | 宮沢村                 | 宮沢村                     | 宮沢村                           | 明治19年 宮沢村                  | 明治19年 宮沢村                  | 前東谷村                   | 明治34年11月1日 東谷村   | 明治34年11月1日 東谷村       | 東谷村                                | 東谷村                                               | 昭和29年6月1日 栃尾町に編入 即日市制 栃尾市 | 栃尾市                       | 栃尾市                               | 平成18年1月1日 長岡市に編入  | 長岡市   |
| 天下島若衛門組         | 天下島若衛門組         | 天下島若衛門組             | 天下島若衛門組                   | 明治19年 宮沢村                  | 明治19年 宮沢村                  | 前東谷村                   | 明治34年11月1日 東谷村   | 明治34年11月1日 東谷村       | 東谷村                                | 東谷村                                               | 昭和29年6月1日 栃尾町に編入 即日市制 栃尾市 | 栃尾市                       | 栃尾市                               | 平成18年1月1日 長岡市に編入  | 長岡市   |
| 柳島新田               | 柳島新田               | 柳島新田                   | 柳島新田                         | 明治19年 宮沢村                  | 明治19年 宮沢村                  | 前東谷村                   | 明治34年11月1日 東谷村   | 明治34年11月1日 東谷村       | 東谷村                                | 東谷村                                               | 昭和29年6月1日 栃尾町に編入 即日市制 栃尾市 | 栃尾市                       | 栃尾市                               | 平成18年1月1日 長岡市に編入  | 長岡市   |
| 菅畑村                 | 菅畑村                 | 菅畑村                     | 菅畑村                           | 菅畑村                           | 明治20年 菅畑村                  | 前東谷村                   | 明治34年11月1日 東谷村   | 明治34年11月1日 東谷村       | 東谷村                                | 東谷村                                               | 昭和29年6月1日 栃尾町に編入 即日市制 栃尾市 | 栃尾市                       | 栃尾市                               | 平成18年1月1日 長岡市に編入  | 長岡市   |
| 菅畑村惣左衛門組       | 菅畑村惣左衛門組       | 菅畑村惣左衛門組           | 菅畑村惣左衛門組                 | 菅畑村惣左衛門組                 | 明治20年 菅畑村                  | 前東谷村                   | 明治34年11月1日 東谷村   | 明治34年11月1日 東谷村       | 東谷村                                | 東谷村                                               | 昭和29年6月1日 栃尾町に編入 即日市制 栃尾市 | 栃尾市                       | 栃尾市                               | 平成18年1月1日 長岡市に編入  | 長岡市   |
| 泉村                   | 泉村                   | 泉村                       | 泉村                             | 泉村                             | 泉村                             | 前東谷村                   | 明治34年11月1日 東谷村   | 明治34年11月1日 東谷村       | 東谷村                                | 東谷村                                               | 昭和29年6月1日 栃尾町に編入 即日市制 栃尾市 | 栃尾市                       | 栃尾市                               | 平成18年1月1日 長岡市に編入  | 長岡市   |
| 天下島村               | 天下島村               | 天下島村                   | 天下島村                         | 天下島村                         | 天下島村                         | 前東谷村                   | 明治34年11月1日 東谷村   | 明治34年11月1日 東谷村       | 東谷村                                | 東谷村                                               | 昭和29年6月1日 栃尾町に編入 即日市制 栃尾市 | 栃尾市                       | 栃尾市                               | 平成18年1月1日 長岡市に編入  | 長岡市   |
| 平村                   | 平村                   | 平村                       | 平村                             | 平村                             | 平村                             | 前東谷村                   | 明治34年11月1日 東谷村   | 明治34年11月1日 東谷村       | 東谷村                                | 東谷村                                               | 昭和29年6月1日 栃尾町に編入 即日市制 栃尾市 | 栃尾市                       | 栃尾市                               | 平成18年1月1日 長岡市に編入  | 長岡市   |
| 小向村                 | 小向村                 | 小向村                     | 小向村                           | 小向村                           | 小向村                           | 前東谷村                   | 明治34年11月1日 東谷村   | 明治34年11月1日 東谷村       | 東谷村                                | 東谷村                                               | 昭和29年6月1日 栃尾町に編入 即日市制 栃尾市 | 栃尾市                       | 栃尾市                               | 平成18年1月1日 長岡市に編入  | 長岡市   |
| 大川戸村               | 大川戸村               | 大川戸村                   | 大川戸村                         | 大川戸村                         | 大川戸村                         | 前東谷村                   | 明治34年11月1日 東谷村   | 明治34年11月1日 東谷村       | 東谷村                                | 東谷村                                               | 昭和29年6月1日 栃尾町に編入 即日市制 栃尾市 | 栃尾市                       | 栃尾市                               | 平成18年1月1日 長岡市に編入  | 長岡市   |
| 橡堀村                 | 橡堀村                 | 明治10年 橡堀村            | 明治10年 橡堀村                  | 明治10年 橡堀村                  | 明治10年 橡堀村                  | 橡堀村                     | 明治34年11月1日 東谷村   | 明治34年11月1日 東谷村       | 東谷村                                | 東谷村                                               | 昭和29年6月1日 栃尾町に編入 即日市制 栃尾市 | 栃尾市                       | 栃尾市                               | 平成18年1月1日 長岡市に編入  | 長岡市   |
| 赤花新田               |                        | 明治10年 橡堀村            | 明治10年 橡堀村                  | 明治10年 橡堀村                  | 明治10年 橡堀村                  | 橡堀村                     | 明治34年11月1日 東谷村   | 明治34年11月1日 東谷村       | 東谷村                                | 東谷村                                               | 昭和29年6月1日 栃尾町に編入 即日市制 栃尾市 | 栃尾市                       | 栃尾市                               | 平成18年1月1日 長岡市に編入  | 長岡市   |
| 二日町村               | 二日町村               | 二日町村                   | 二日町村                         | 二日町村                         | 二日町村                         | 五日町村                   | 明治34年11月1日 下塩谷村 | 明治34年11月1日 下塩谷村     | 下塩谷村                              | 下塩谷村                                             | 昭和29年6月1日 栃尾町に編入 即日市制 栃尾市 | 栃尾市                       | 栃尾市                               | 平成18年1月1日 長岡市に編入  | 長岡市   |
| 熊袋村                 | 熊袋村                 | 熊袋村                     | 熊袋村                           | 熊袋村                           | 熊袋村                           | 五日町村                   | 明治34年11月1日 下塩谷村 | 明治34年11月1日 下塩谷村     | 下塩谷村                              | 下塩谷村                                             | 昭和29年6月1日 栃尾町に編入 即日市制 栃尾市 | 栃尾市                       | 栃尾市                               | 平成18年1月1日 長岡市に編入  | 長岡市   |
| 下塩村                 | 下塩村                 | 下塩村                     | 下塩村                           | 下塩村                           | 下塩村                           | 五日町村                   | 明治34年11月1日 下塩谷村 | 明治34年11月1日 下塩谷村     | 下塩谷村                              | 下塩谷村                                             | 昭和29年6月1日 栃尾町に編入 即日市制 栃尾市 | 栃尾市                       | 栃尾市                               | 平成18年1月1日 長岡市に編入  | 長岡市   |
| 人面村                 | 人面村                 | 人面村                     | 人面村                           | 人面村                           | 人面村                           | 五日町村                   | 明治34年11月1日 下塩谷村 | 明治34年11月1日 下塩谷村     | 下塩谷村                              | 下塩谷村                                             | 昭和29年6月1日 栃尾町に編入 即日市制 栃尾市 | 栃尾市                       | 栃尾市                               | 平成18年1月1日 長岡市に編入  | 長岡市   |
| 文納村                 | 文納村                 | 文納村                     | 文納村                           | 明治19年 文納村                  | 明治19年 文納村                  | 五日町村                   | 明治34年11月1日 下塩谷村 | 明治34年11月1日 下塩谷村     | 下塩谷村                              | 下塩谷村                                             | 昭和29年6月1日 栃尾町に編入 即日市制 栃尾市 | 栃尾市                       | 栃尾市                               | 平成18年1月1日 長岡市に編入  | 長岡市   |
| 藤右衛門新田           | 藤右衛門新田           | 藤右衛門新田               | 藤右衛門新田                     | 明治19年 文納村                  | 明治19年 文納村                  | 五日町村                   | 明治34年11月1日 下塩谷村 | 明治34年11月1日 下塩谷村     | 下塩谷村                              | 下塩谷村                                             | 昭和29年6月1日 栃尾町に編入 即日市制 栃尾市 | 栃尾市                       | 栃尾市                               | 平成18年1月1日 長岡市に編入  | 長岡市   |
| 楡原村                 | 楡原村                 | 楡原村                     | 楡原村                           | 楡原村                           | 楡原村                           | 川谷村                     | 明治34年11月1日 下塩谷村 | 明治34年11月1日 下塩谷村     | 下塩谷村                              | 下塩谷村                                             | 昭和29年6月1日 栃尾町に編入 即日市制 栃尾市 | 栃尾市                       | 栃尾市                               | 平成18年1月1日 長岡市に編入  | 長岡市   |
| 岩野村外新田           | 岩野村外新田           | 岩野村外新田               | 岩野村外新田                     | 岩野村外新田                     | 岩野村外新田                     | 川谷村                     | 明治34年11月1日 下塩谷村 | 明治34年11月1日 下塩谷村     | 下塩谷村                              | 下塩谷村                                             | 昭和29年6月1日 栃尾町に編入 即日市制 栃尾市 | 栃尾市                       | 栃尾市                               | 平成18年1月1日 長岡市に編入  | 長岡市   |
| 鴉ヶ島村               | 鴉ヶ島村               | 鴉ヶ島村                   | 鴉ヶ島村                         | 鴉ヶ島村                         | 鴉ヶ島村                         | 川谷村                     | 明治34年11月1日 下塩谷村 | 明治34年11月1日 下塩谷村     | 下塩谷村                              | 下塩谷村                                             | 昭和29年6月1日 栃尾町に編入 即日市制 栃尾市 | 栃尾市                       | 栃尾市                               | 平成18年1月1日 長岡市に編入  | 長岡市   |
| 水沢村                 | 水沢村                 | 水沢村                     | 水沢村                           | 明治18年 水沢村                  | 明治18年 水沢村                  | 川谷村                     | 明治34年11月1日 下塩谷村 | 明治34年11月1日 下塩谷村     | 下塩谷村                              | 下塩谷村                                             | 昭和29年6月1日 栃尾町に編入 即日市制 栃尾市 | 栃尾市                       | 栃尾市                               | 平成18年1月1日 長岡市に編入  | 長岡市   |
| 五郎右衛門外新田       | 五郎右衛門外新田       | 五郎右衛門外新田           | 五郎右衛門外新田                 | 明治18年 水沢村                  | 明治18年 水沢村                  | 川谷村                     | 明治34年11月1日 下塩谷村 | 明治34年11月1日 下塩谷村     | 下塩谷村                              | 下塩谷村                                             | 昭和29年6月1日 栃尾町に編入 即日市制 栃尾市 | 栃尾市                       | 栃尾市                               | 平成18年1月1日 長岡市に編入  | 長岡市   |
| 悪戸川村               | 悪戸川村               | 悪戸川村                   | 悪戸川村                         | 明治18年 明戸村                  | 明治18年 明戸村                  | 吉樫村                     | 明治34年11月1日 下塩谷村 | 明治34年11月1日 下塩谷村     | 下塩谷村                              | 下塩谷村                                             | 昭和29年6月1日 栃尾町に編入 即日市制 栃尾市 | 栃尾市                       | 栃尾市                               | 平成18年1月1日 長岡市に編入  | 長岡市   |
| 水沢村又兵衛組         | 水沢村又兵衛組         | 水沢村又兵衛組             | 水沢村又兵衛組                   | 明治18年 明戸村                  | 明治18年 明戸村                  | 吉樫村                     | 明治34年11月1日 下塩谷村 | 明治34年11月1日 下塩谷村     | 下塩谷村                              | 下塩谷村                                             | 昭和29年6月1日 栃尾町に編入 即日市制 栃尾市 | 栃尾市                       | 栃尾市                               | 平成18年1月1日 長岡市に編入  | 長岡市   |
| 金沢村                 | 金沢村                 | 金沢村                     | 金沢村                           | 金沢村                           | 金沢村                           | 吉樫村                     | 明治34年11月1日 下塩谷村 | 明治34年11月1日 下塩谷村     | 下塩谷村                              | 下塩谷村                                             | 昭和29年6月1日 栃尾町に編入 即日市制 栃尾市 | 栃尾市                       | 栃尾市                               | 平成18年1月1日 長岡市に編入  | 長岡市   |
| 原村                   | 原村                   | 原村                       | 原村                             | 原村                             | 原村                             | 吉樫村                     | 明治34年11月1日 下塩谷村 | 明治34年11月1日 下塩谷村     | 下塩谷村                              | 下塩谷村                                             | 昭和29年6月1日 栃尾町に編入 即日市制 栃尾市 | 栃尾市                       | 栃尾市                               | 平成18年1月1日 長岡市に編入  | 長岡市   |
| 巻淵村                 | 巻淵村                 | 巻淵村                     | 巻淵村                           | 巻淵村                           | 巻淵村                           | 吉樫村                     | 明治34年11月1日 下塩谷村 | 明治34年11月1日 下塩谷村     | 下塩谷村                              | 下塩谷村                                             | 昭和29年6月1日 栃尾町に編入 即日市制 栃尾市 | 栃尾市                       | 栃尾市                               | 平成18年1月1日 長岡市に編入  | 長岡市   |
| 吉水村                 | 吉水村                 | 吉水村                     | 吉水村                           | 吉水村                           | 吉水村                           | 吉樫村                     | 明治34年11月1日 下塩谷村 | 明治34年11月1日 下塩谷村     | 下塩谷村                              | 下塩谷村                                             | 昭和29年6月1日 栃尾町に編入 即日市制 栃尾市 | 栃尾市                       | 栃尾市                               | 平成18年1月1日 長岡市に編入  | 長岡市   |
| 山屋村                 | 山屋村                 | 山屋村                     | 山屋村                           | 山屋村                           | 山屋村                           | 吉樫村                     | 明治34年11月1日 下塩谷村 | 明治34年11月1日 下塩谷村     | 下塩谷村                              | 下塩谷村                                             | 昭和29年6月1日 栃尾町に編入 即日市制 栃尾市 | 栃尾市                       | 栃尾市                               | 平成18年1月1日 長岡市に編入  | 長岡市   |
| 下樫出村               | 下樫出村               | 下樫出村                   | 下樫出村                         | 下樫出村                         | 下樫出村                         | 吉樫村                     | 明治34年11月1日 下塩谷村 | 明治34年11月1日 下塩谷村     | 下塩谷村                              | 下塩谷村                                             | 昭和29年6月1日 栃尾町に編入 即日市制 栃尾市 | 栃尾市                       | 栃尾市                               | 平成18年1月1日 長岡市に編入  | 長岡市   |
| 上樫出村               | 上樫出村               | 上樫出村                   | 上樫出村                         | 上樫出村                         | 上樫出村                         | 吉樫村                     | 明治34年11月1日 下塩谷村 | 明治34年11月1日 下塩谷村     | 下塩谷村                              | 下塩谷村                                             | 昭和29年6月1日 栃尾町に編入 即日市制 栃尾市 | 栃尾市                       | 栃尾市                               | 平成18年1月1日 長岡市に編入  | 長岡市   |
| 山口村                 | 山口村                 | 山口村                     | 山口村                           | 山口村                           | 山口村                           | 吉樫村                     | 明治34年11月1日 下塩谷村 | 明治34年11月1日 下塩谷村     | 下塩谷村                              | 下塩谷村                                             | 昭和29年6月1日 栃尾町に編入 即日市制 栃尾市 | 栃尾市                       | 栃尾市                               | 平成18年1月1日 長岡市に編入  | 長岡市   |
| 二ツ郷屋外新田         | 二ツ郷屋外新田         | 二ツ郷屋外新田             | 二ツ郷屋外新田                   | 明治18年 改称 二ツ郷屋村         | 明治18年 改称 二ツ郷屋村         | 吉樫村                     | 明治34年11月1日 下塩谷村 | 明治34年11月1日 下塩谷村     | 下塩谷村                              | 下塩谷村                                             | 昭和29年6月1日 栃尾町に編入 即日市制 栃尾市 | 栃尾市                       | 栃尾市                               | 平成18年1月1日 長岡市に編入  | 長岡市   |
| 滝之口村               | 滝之口村               | 滝之口村                   | 滝之口村                         | 滝之口村                         | 滝之口村                         | 上塩谷村                   | 明治34年11月1日 上塩谷村 | 明治34年11月1日 上塩谷村     | 上塩谷村                              | 上塩谷村                                             | 昭和29年6月1日 栃尾町に編入 即日市制 栃尾市 | 栃尾市                       | 栃尾市                               | 平成18年1月1日 長岡市に編入  | 長岡市   |
| 入塩川村               | 入塩川村               | 入塩川村                   | 入塩川村                         | 明治17年 入塩川村                | 明治17年 入塩川村                | 上塩谷村                   | 明治34年11月1日 上塩谷村 | 明治34年11月1日 上塩谷村     | 上塩谷村                              | 上塩谷村                                             | 昭和29年6月1日 栃尾町に編入 即日市制 栃尾市 | 栃尾市                       | 栃尾市                               | 平成18年1月1日 長岡市に編入  | 長岡市   |
| 今井新田               | 今井新田               | 今井新田                   | 今井新田                         | 明治17年 入塩川村                | 明治17年 入塩川村                | 上塩谷村                   | 明治34年11月1日 上塩谷村 | 明治34年11月1日 上塩谷村     | 上塩谷村                              | 上塩谷村                                             | 昭和29年6月1日 栃尾町に編入 即日市制 栃尾市 | 栃尾市                       | 栃尾市                               | 平成18年1月1日 長岡市に編入  | 長岡市   |
| 本所村                 | 本所村                 | 本所村                     | 本所村                           | 本所村                           | 本所村                           | 上塩谷村                   | 明治34年11月1日 上塩谷村 | 明治34年11月1日 上塩谷村     | 上塩谷村                              | 上塩谷村                                             | 昭和29年6月1日 栃尾町に編入 即日市制 栃尾市 | 栃尾市                       | 栃尾市                               | 平成18年1月1日 長岡市に編入  | 長岡市   |
| 島田村                 | 島田村                 | 島田村                     | 島田村                           | 明治19年 島田村                  | 明治19年 島田村                  | 上塩谷村                   | 明治34年11月1日 上塩谷村 | 明治34年11月1日 上塩谷村     | 上塩谷村                              | 上塩谷村                                             | 昭和29年6月1日 栃尾町に編入 即日市制 栃尾市 | 栃尾市                       | 栃尾市                               | 平成18年1月1日 長岡市に編入  | 長岡市   |
| 八兵衛新田             | 八兵衛新田             | 八兵衛新田                 | 八兵衛新田                       | 明治19年 島田村                  | 明治19年 島田村                  | 上塩谷村                   | 明治34年11月1日 上塩谷村 | 明治34年11月1日 上塩谷村     | 上塩谷村                              | 上塩谷村                                             | 昭和29年6月1日 栃尾町に編入 即日市制 栃尾市 | 栃尾市                       | 栃尾市                               | 平成18年1月1日 長岡市に編入  | 長岡市   |
| 山葵谷村               | 山葵谷村               | 山葵谷村                   | 山葵谷村                         | 山葵谷村                         | 山葵谷村                         | 上塩谷村                   | 明治34年11月1日 上塩谷村 | 明治34年11月1日 上塩谷村     | 上塩谷村                              | 上塩谷村                                             | 昭和29年6月1日 栃尾町に編入 即日市制 栃尾市 | 栃尾市                       | 栃尾市                               | 平成18年1月1日 長岡市に編入  | 長岡市   |
| 葎谷村                 | 葎谷村                 | 葎谷村                     | 葎谷村                           | 葎谷村                           | 葎谷村                           | 上塩村                     | 明治34年11月1日 上塩谷村 | 明治34年11月1日 上塩谷村     | 上塩谷村                              | 上塩谷村                                             | 昭和29年6月1日 栃尾町に編入 即日市制 栃尾市 | 栃尾市                       | 栃尾市                               | 平成18年1月1日 長岡市に編入  | 長岡市   |
| 平中野俣村             | 平中野俣村             | 平中野俣村                 | 平中野俣村                       | 平中野俣村                       | 平中野俣村                       | 上塩村                     | 明治34年11月1日 上塩谷村 | 明治34年11月1日 上塩谷村     | 上塩谷村                              | 上塩谷村                                             | 昭和29年6月1日 栃尾町に編入 即日市制 栃尾市 | 栃尾市                       | 栃尾市                               | 平成18年1月1日 長岡市に編入  | 長岡市   |
| 九川村                 | 九川村                 | 九川村                     | 九川村                           | 九川村                           | 九川村                           | 上塩村                     | 明治34年11月1日 上塩谷村 | 明治34年11月1日 上塩谷村     | 上塩谷村                              | 上塩谷村                                             | 昭和29年6月1日 栃尾町に編入 即日市制 栃尾市 | 栃尾市                       | 栃尾市                               | 平成18年1月1日 長岡市に編入  | 長岡市   |
| 塩中村                 | 塩中村                 | 塩中村                     | 塩中村                           | 塩中村                           | 塩中村                           | 上塩村                     | 明治34年11月1日 上塩谷村 | 明治34年11月1日 上塩谷村     | 上塩谷村                              | 上塩谷村                                             | 昭和29年6月1日 栃尾町に編入 即日市制 栃尾市 | 栃尾市                       | 栃尾市                               | 平成18年1月1日 長岡市に編入  | 長岡市   |
| 梅野俣村               | 梅野俣村               | 梅野俣村                   | 梅野俣村                         | 梅野俣村                         | 梅野俣村                         | 上塩村                     | 明治34年11月1日 上塩谷村 | 明治34年11月1日 上塩谷村     | 上塩谷村                              | 上塩谷村                                             | 昭和29年6月1日 栃尾町に編入 即日市制 栃尾市 | 栃尾市                       | 栃尾市                               | 平成18年1月1日 長岡市に編入  | 長岡市   |
| 塩新町村               | 塩新町村               | 塩新町村                   | 塩新町村                         | 塩新町村                         | 塩新町村                         | 上塩村                     | 明治34年11月1日 上塩谷村 | 明治34年11月1日 上塩谷村     | 上塩谷村                              | 上塩谷村                                             | 昭和29年6月1日 栃尾町に編入 即日市制 栃尾市 | 栃尾市                       | 栃尾市                               | 平成18年1月1日 長岡市に編入  | 長岡市   |
| 上塩村                 | 上塩村                 | 上塩村                     | 上塩村                           | 上塩村                           | 上塩村                           | 上塩村                     | 明治34年11月1日 上塩谷村 | 明治34年11月1日 上塩谷村     | 上塩谷村                              | 上塩谷村                                             | 昭和29年6月1日 栃尾町に編入 即日市制 栃尾市 | 栃尾市                       | 栃尾市                               | 平成18年1月1日 長岡市に編入  | 長岡市   |
| 一之貝村               | 一之貝村               | 一之貝村                   | 一之貝村                         | 一之貝村                         | 一之貝村                         | 一之貝村                   | 明治34年11月1日 荷頃村   | 明治34年11月1日 荷頃村       | 荷頃村                                | 荷頃村                                               | 昭和29年6月1日 栃尾町に編入 即日市制 栃尾市 | 栃尾市                       | 栃尾市                               | 平成18年1月1日 長岡市に編入  | 長岡市   |
| 軽井沢村               | 軽井沢村               | 軽井沢村                   | 軽井沢村                         | 軽井沢村                         | 軽井沢村                         | 一之貝村                   | 明治34年11月1日 荷頃村   | 明治34年11月1日 荷頃村       | 荷頃村                                | 荷頃村                                               | 昭和29年6月1日 栃尾町に編入 即日市制 栃尾市 | 栃尾市                       | 栃尾市                               | 平成18年1月1日 長岡市に編入  | 長岡市   |
| 荷頃村                 | 荷頃村                 | 明治10年 荷頃村            | 明治12年 改称 北荷頃村           | 明治12年 改称 北荷頃村           | 明治12年 改称 北荷頃村           | 荷頃村                     | 明治34年11月1日 荷頃村   | 明治34年11月1日 荷頃村       | 荷頃村                                | 荷頃村                                               | 昭和29年6月1日 栃尾町に編入 即日市制 栃尾市 | 栃尾市                       | 栃尾市                               | 平成18年1月1日 長岡市に編入  | 長岡市   |
| 門松新田               |                        | 明治10年 荷頃村            | 明治12年 改称 北荷頃村           | 明治12年 改称 北荷頃村           | 明治12年 改称 北荷頃村           | 荷頃村                     | 明治34年11月1日 荷頃村   | 明治34年11月1日 荷頃村       | 荷頃村                                | 荷頃村                                               | 昭和29年6月1日 栃尾町に編入 即日市制 栃尾市 | 栃尾市                       | 栃尾市                               | 平成18年1月1日 長岡市に編入  | 長岡市   |
| 比礼村                 | 比礼村                 | 明治初年頃 比礼村          | 明治初年頃 比礼村                | 明治初年頃 比礼村                | 明治初年頃 比礼村                | 荷頃村                     | 明治34年11月1日 荷頃村   | 明治34年11月1日 荷頃村       | 荷頃村                                | 荷頃村                                               | 昭和29年6月1日 栃尾町に編入 即日市制 栃尾市 | 栃尾市                       | 栃尾市                               | 平成18年1月1日 長岡市に編入  | 長岡市   |
| 比礼惣右衛門外新田     |                        | 明治初年頃 比礼村          | 明治初年頃 比礼村                | 明治初年頃 比礼村                | 明治初年頃 比礼村                | 荷頃村                     | 明治34年11月1日 荷頃村   | 明治34年11月1日 荷頃村       | 荷頃村                                | 荷頃村                                               | 昭和29年6月1日 栃尾町に編入 即日市制 栃尾市 | 栃尾市                       | 栃尾市                               | 平成18年1月1日 長岡市に編入  | 長岡市   |
| 本津川村               | 本津川村               | 本津川村                   | 本津川村                         | 本津川村                         | 本津川村                         | 荷頃村                     | 明治34年11月1日 荷頃村   | 明治34年11月1日 荷頃村       | 荷頃村                                | 荷頃村                                               | 昭和29年6月1日 栃尾町に編入 即日市制 栃尾市 | 栃尾市                       | 栃尾市                               | 平成18年1月1日 長岡市に編入  | 長岡市   |
| 大野村                 | 大野村                 | 大野村                     | 大野村                           | 大野村                           | 大野村                           | 荷頃村                     | 明治34年11月1日 荷頃村   | 明治34年11月1日 荷頃村       | 昭和14年7月1日 栃尾町に編入           | 栃尾町                                               | 昭和29年6月1日 市制 栃尾市                  | 栃尾市                       | 栃尾市                               | 平成18年1月1日 長岡市に編入  | 長岡市   |
| 栃尾町村               | 栃尾町村               | 栃尾町村                   | 栃尾町村                         | 明治14年 栃尾町村                | 明治14年 栃尾町村                | 橡尾町                     | 橡尾町                   | 明治44年7月1日 改称 栃尾町   | 栃尾町                                | 栃尾町                                               | 昭和29年6月1日 市制 栃尾市                  | 栃尾市                       | 栃尾市                               | 平成18年1月1日 長岡市に編入  | 長岡市   |
| 天下島和助組           | 天下島和助組           | 天下島和助組               | 天下島和助組                     | 明治14年 栃尾町村                | 明治14年 栃尾町村                | 橡尾町                     | 橡尾町                   | 明治44年7月1日 改称 栃尾町   | 栃尾町                                | 栃尾町                                               | 昭和29年6月1日 市制 栃尾市                  | 栃尾市                       | 栃尾市                               | 平成18年1月1日 長岡市に編入  | 長岡市   |
| 栃尾浦村               | 栃尾浦村               | 栃尾浦村                   | 栃尾浦村                         | 明治14年 栃尾町村                | 明治14年 栃尾町村                | 橡尾町                     | 橡尾町                   | 明治44年7月1日 改称 栃尾町   | 栃尾町                                | 栃尾町                                               | 昭和29年6月1日 市制 栃尾市                  | 栃尾市                       | 栃尾市                               | 平成18年1月1日 長岡市に編入  | 長岡市   |
| 中子村                 | 中子村                 | 中子村                     | 中子村                           | 明治14年 栃尾町村                | 明治14年 栃尾町村                | 橡尾町                     | 橡尾町                   | 明治44年7月1日 改称 栃尾町   | 栃尾町                                | 栃尾町                                               | 昭和29年6月1日 市制 栃尾市                  | 栃尾市                       | 栃尾市                               | 平成18年1月1日 長岡市に編入  | 長岡市   |
| 金町村                 | 金町村                 | 金町村                     | 金町村                           | 明治14年 栃尾町村                | 明治14年 栃尾町村                | 橡尾町                     | 橡尾町                   | 明治44年7月1日 改称 栃尾町   | 栃尾町                                | 栃尾町                                               | 昭和29年6月1日 市制 栃尾市                  | 栃尾市                       | 栃尾市                               | 平成18年1月1日 長岡市に編入  | 長岡市   |
| 滝下村                 | 滝下村                 | 滝下村                     | 滝下村                           | 明治14年 栃尾町村                | 明治14年 栃尾町村                | 橡尾町                     | 橡尾町                   | 明治44年7月1日 改称 栃尾町   | 栃尾町                                | 栃尾町                                               | 昭和29年6月1日 市制 栃尾市                  | 栃尾市                       | 栃尾市                               | 平成18年1月1日 長岡市に編入  | 長岡市   |
| 一之渡戸村             | 一之渡戸村             | 一之渡戸村                 | 一之渡戸村                       | 一之渡戸村                       | 一之渡戸村                       | 橡尾町                     | 橡尾町                   | 明治44年7月1日 改称 栃尾町   | 栃尾町                                | 栃尾町                                               | 昭和29年6月1日 市制 栃尾市                  | 栃尾市                       | 栃尾市                               | 平成18年1月1日 長岡市に編入  | 長岡市   |
| 小貫村忠左衛門組       | 小貫村忠左衛門組       | 小貫村忠左衛門組           | 小貫村忠左衛門組                 | 明治19年 改称 山田村             | 明治19年 改称 山田村             | 橡尾町                     | 橡尾町                   | 明治44年7月1日 改称 栃尾町   | 栃尾町                                | 栃尾町                                               | 昭和29年6月1日 市制 栃尾市                  | 栃尾市                       | 栃尾市                               | 平成18年1月1日 長岡市に編入  | 長岡市   |
| 小貫村                 | 小貫村                 | 小貫村                     | 小貫村                           | 小貫村                           | 小貫村                           | 上北谷村                   | 上北谷村                 | 上北谷村                     | 上北谷村                              | 昭和29年3月31日 栃尾町に編入                         | 昭和29年6月1日 市制 栃尾市                  | 栃尾市                       | 栃尾市                               | 平成18年1月1日 長岡市に編入  | 長岡市   |
| 土ヶ谷村               | 土ヶ谷村               | 土ヶ谷村                   | 土ヶ谷村                         | 土ヶ谷村                         | 土ヶ谷村                         | 上北谷村                   | 上北谷村                 | 上北谷村                     | 上北谷村                              | 昭和29年3月31日 栃尾町に編入                         | 昭和29年6月1日 市制 栃尾市                  | 栃尾市                       | 栃尾市                               | 平成18年1月1日 長岡市に編入  | 長岡市   |
| 太田村                 | 太田村                 | 太田村                     | 太田村                           | 太田村                           | 太田村                           | 上北谷村                   | 上北谷村                 | 上北谷村                     | 上北谷村                              | 昭和29年3月31日 南蒲原郡見附町に編入 即日市制 見附市 | 見附市                                      | 見附市                       | 見附市                               | 見附市                       | 見附市   |
| 神保村                 | 神保村                 | 神保村                     | 神保村                           | 神保村                           | 神保村                           | 上北谷村                   | 上北谷村                 | 上北谷村                     | 上北谷村                              | 昭和29年3月31日 南蒲原郡見附町に編入 即日市制 見附市 | 見附市                                      | 見附市                       | 見附市                               | 見附市                       | 見附市   |
| 河野村                 | 河野村                 | 河野村                     | 河野村                           | 河野村                           | 河野村                           | 上北谷村                   | 上北谷村                 | 上北谷村                     | 上北谷村                              | 昭和29年3月31日 南蒲原郡見附町に編入 即日市制 見附市 | 見附市                                      | 見附市                       | 見附市                               | 見附市                       | 見附市   |
| 池之島村               | 池之島村               | 池之島村                   | 池之島村                         | 池之島村                         | 池之島村                         | 上北谷村                   | 上北谷村                 | 上北谷村                     | 上北谷村                              | 昭和29年3月31日 南蒲原郡見附町に編入 即日市制 見附市 | 見附市                                      | 見附市                       | 見附市                               | 見附市                       | 見附市   |
| 本尊村                 | 本尊村                 | 明治5年 本明村             | 明治5年 本明村                   | 明治5年 本明村                   | 明治5年 本明村                   | 上北谷村                   | 上北谷村                 | 上北谷村                     | 上北谷村                              | 昭和29年3月31日 南蒲原郡見附町に編入 即日市制 見附市 | 見附市                                      | 見附市                       | 見附市                               | 見附市                       | 見附市   |
| 明戸島村               |                        | 明治5年 本明村             | 明治5年 本明村                   | 明治5年 本明村                   | 明治5年 本明村                   | 上北谷村                   | 上北谷村                 | 上北谷村                     | 上北谷村                              | 昭和29年3月31日 南蒲原郡見附町に編入 即日市制 見附市 | 見附市                                      | 見附市                       | 見附市                               | 見附市                       | 見附市   |
| 八十刈村古新田         | 八十刈村古新田         | 八十刈村古新田             | 八十刈村古新田                   | 八十刈村古新田                   | 八十刈村古新田                   | 上北谷村                   | 上北谷村                 | 上北谷村                     | 上北谷村                              | 昭和29年3月31日 南蒲原郡見附町に編入 即日市制 見附市 | 見附市                                      | 見附市                       | 見附市                               | 見附市                       | 見附市   |
| 栃窪村                 | 栃窪村                 | 栃窪村                     | 栃窪村                           | 栃窪村                           | 栃窪村                           | 上北谷村                   | 上北谷村                 | 上北谷村                     | 上北谷村                              | 昭和29年3月31日 南蒲原郡見附町に編入 即日市制 見附市 | 見附市                                      | 見附市                       | 見附市                               | 見附市                       | 見附市   |
| 佐野新田               | 佐野新田               | 佐野新田                   | 佐野新田                         | 佐野新田                         | 佐野新田                         | 上北谷村                   | 上北谷村                 | 上北谷村                     | 上北谷村                              | 昭和29年3月31日 南蒲原郡見附町に編入 即日市制 見附市 | 見附市                                      | 見附市                       | 見附市                               | 見附市                       | 見附市   |
| 牛ヶ嶺村               | 牛ヶ嶺村               | 牛ヶ嶺村                   | 牛ヶ嶺村                         | 牛ヶ嶺村                         | 牛ヶ嶺村                         | 上北谷村                   | 上北谷村                 | 上北谷村                     | 上北谷村                              | 昭和29年3月31日 南蒲原郡見附町に編入 即日市制 見附市 | 見附市                                      | 見附市                       | 見附市                               | 見附市                       | 見附市   |
| 岩淵長七新田           | 岩淵長七新田           | 岩淵長七新田               | 岩淵長七新田                     | 岩淵長七新田                     | 岩淵長七新田                     | 上北谷村                   | 上北谷村                 | 上北谷村                     | 上北谷村                              | 昭和29年3月31日 南蒲原郡見附町に編入 即日市制 見附市 | 見附市                                      | 見附市                       | 見附市                               | 見附市                       | 見附市   |
| 宮之原村               | 宮之原村               | 宮之原村                   | 宮之原村                         | 宮之原村                         | 宮之原村                         | 上北谷村                   | 上北谷村                 | 上北谷村                     | 上北谷村                              | 昭和29年3月31日 南蒲原郡見附町に編入 即日市制 見附市 | 見附市                                      | 見附市                       | 見附市                               | 見附市                       | 見附市   |
| 田井村                 | 田井村                 | 田井村                     | 田井村                           | 田井村                           | 田井村                           | 北谷村                     | 北谷村                   | 北谷村                       | 昭和26年10月10日 南蒲原郡見附町に編入 | 昭和29年3月31日 市制 見附市                          | 見附市                                      | 見附市                       | 見附市                               | 見附市                       | 見附市   |
| 椿沢村                 | 椿沢村                 | 椿沢村                     | 椿沢村                           | 椿沢村                           | 椿沢村                           | 北谷村                     | 北谷村                   | 北谷村                       | 昭和26年10月10日 南蒲原郡見附町に編入 | 昭和29年3月31日 市制 見附市                          | 見附市                                      | 見附市                       | 見附市                               | 見附市                       | 見附市   |
| 山崎村                 | 山崎村                 | 明治初年 改称 山崎村古新田 | 明治初年 改称 山崎村古新田       | 明治18年 改称 山崎村             | 明治18年 改称 山崎村             | 北谷村                     | 北谷村                   | 北谷村                       | 昭和26年10月10日 南蒲原郡見附町に編入 | 昭和29年3月31日 市制 見附市                          | 見附市                                      | 見附市                       | 見附市                               | 見附市                       | 見附市   |
| 耳取村                 | 耳取村                 | 耳取村                     | 耳取村                           | 耳取村                           | 耳取村                           | 北谷村                     | 北谷村                   | 北谷村                       | 昭和26年10月10日 南蒲原郡見附町に編入 | 昭和29年3月31日 市制 見附市                          | 見附市                                      | 見附市                       | 見附市                               | 見附市                       | 見附市   |
| 鳥屋脇村               | 鳥屋脇村               | 鳥屋脇村                   | 鳥屋脇村                         | 鳥屋脇村                         | 鳥屋脇村                         | 北谷村                     | 北谷村                   | 北谷村                       | 昭和26年10月10日 南蒲原郡見附町に編入 | 昭和29年3月31日 市制 見附市                          | 見附市                                      | 見附市                       | 見附市                               | 見附市                       | 見附市   |
| 名木野村               | 名木野村               | 名木野村                   | 名木野村                         | 名木野村                         | 名木野村                         | 北谷村                     | 北谷村                   | 北谷村                       | 昭和26年10月10日 南蒲原郡見附町に編入 | 昭和29年3月31日 市制 見附市                          | 見附市                                      | 見附市                       | 見附市                               | 見附市                       | 見附市   |
| 熱田村                 | 熱田村                 | 熱田村                     | 熱田村                           | 熱田村                           | 熱田村                           | 北谷村                     | 北谷村                   | 北谷村                       | 昭和26年10月10日 南蒲原郡見附町に編入 | 昭和29年3月31日 市制 見附市                          | 見附市                                      | 見附市                       | 見附市                               | 見附市                       | 見附市   |
| 池之内村               | 池之内村               | 池之内村                   | 池之内村                         | 池之内村                         | 池之内村                         | 北谷村                     | 北谷村                   | 北谷村                       | 昭和26年10月10日 南蒲原郡見附町に編入 | 昭和29年3月31日 市制 見附市                          | 見附市                                      | 見附市                       | 見附市                               | 見附市                       | 見附市   |
| 時水村                 | 時水村                 | 明治6年 明晶村             | 明治6年 明晶村                   | 明治6年 明晶村                   | 明治6年 明晶村                   | 北谷村                     | 北谷村                   | 北谷村                       | 昭和26年10月10日 南蒲原郡見附町に編入 | 昭和29年3月31日 市制 見附市                          | 見附市                                      | 見附市                       | 見附市                               | 見附市                       | 見附市   |
| 和田村                 |                        | 明治6年 明晶村             | 明治6年 明晶村                   | 明治6年 明晶村                   | 明治6年 明晶村                   | 北谷村                     | 北谷村                   | 北谷村                       | 昭和26年10月10日 南蒲原郡見附町に編入 | 昭和29年3月31日 市制 見附市                          | 見附市                                      | 見附市                       | 見附市                               | 見附市                       | 見附市   |
| 漆山村                 | 漆山村                 | 漆山村                     | 漆山村                           | 漆山村                           | 漆山村                           | 新組村                     | 新組村                   | 新組村                       | 新組村                                | 新組村                                               | 昭和29年11月1日 長岡市に編入                | 昭和30年11月1日 見附市に編入 | 見附市                               | 見附市                       | 見附市   |
| 新町村                 | 新町村                 | 新町村                     | 明治12年 改称 下新町村           | 明治12年 改称 下新町村           | 明治12年 改称 下新町村           | 新組村                     | 新組村                   | 新組村                       | 新組村                                | 新組村                                               | 昭和29年11月1日 長岡市に編入                | 昭和30年11月1日 見附市に編入 | 見附市                               | 見附市                       | 見附市   |
| 福島村                 | 福島村                 | 福島村                     | 福島村                           | 福島村                           | 福島村                           | 新組村                     | 新組村                   | 新組村                       | 新組村                                | 新組村                                               | 昭和29年11月1日 長岡市に編入                | 長岡市                       | 長岡市                               | 長岡市                       | 長岡市   |
| 市郎右衛門新田         | 市郎右衛門新田         | 市郎右衛門新田             | 市郎右衛門新田                   | 市郎右衛門新田                   | 市郎右衛門新田                   | 新組村                     | 新組村                   | 新組村                       | 新組村                                | 新組村                                               | 昭和29年11月1日 長岡市に編入                | 長岡市                       | 長岡市                               | 長岡市                       | 長岡市   |
| 田尻古新田             | 田尻古新田             | 田尻古新田                 | 田尻古新田                       | 田尻古新田                       | 田尻古新田                       | 新組村                     | 新組村                   | 新組村                       | 新組村                                | 新組村                                               | 昭和29年11月1日 長岡市に編入                | 長岡市                       | 長岡市                               | 長岡市                       | 長岡市   |
| 百束村                 | 百束村                 | 百束村                     | 百束村                           | 百束村                           | 百束村                           | 新組村                     | 新組村                   | 新組村                       | 新組村                                | 新組村                                               | 昭和29年11月1日 長岡市に編入                | 長岡市                       | 長岡市                               | 長岡市                       | 長岡市   |
| 岩淵古新田             | 岩淵古新田             | 岩淵古新田                 | 岩淵古新田                       | 岩淵古新田                       | 岩淵古新田                       | 新組村                     | 新組村                   | 新組村                       | 新組村                                | 新組村                                               | 昭和29年11月1日 長岡市に編入                | 長岡市                       | 長岡市                               | 長岡市                       | 長岡市   |
| 福井村古新田           | 福井村古新田           | 福井村古新田               | 福井村古新田                     | 明治18年 改称 福井村             | 明治18年 改称 福井村             | 新組村                     | 新組村                   | 新組村                       | 新組村                                | 新組村                                               | 昭和29年11月1日 長岡市に編入                | 長岡市                       | 長岡市                               | 長岡市                       | 長岡市   |
| 大黒新田               | 大黒新田               | 大黒新田                   | 大黒新田                         | 大黒新田                         | 大黒新田                         | 新組村                     | 新組村                   | 新組村                       | 新組村                                | 新組村                                               | 昭和29年11月1日 長岡市に編入                | 長岡市                       | 長岡市                               | 長岡市                       | 長岡市   |
| 中村古新田             | 中村古新田             | 中村古新田                 | 中村古新田                       | 中村古新田                       | 中村古新田                       | 新組村                     | 新組村                   | 新組村                       | 新組村                                | 新組村                                               | 昭和29年11月1日 長岡市に編入                | 長岡市                       | 長岡市                               | 長岡市                       | 長岡市   |
| 弥次右衛門新田         | 弥次右衛門新田         | 弥次右衛門新田             | 弥次右衛門新田                   | 弥次右衛門新田                   | 弥次右衛門新田                   | 新組村                     | 新組村                   | 新組村                       | 新組村                                | 新組村                                               | 昭和29年11月1日 長岡市に編入                | 長岡市                       | 長岡市                               | 長岡市                       | 長岡市   |
| 四ツ屋村               | 四ツ屋村               | 四ツ屋村                   | 四ツ屋村                         | 四ツ屋村                         | 四ツ屋村                         | 新組村                     | 新組村                   | 新組村                       | 新組村                                | 新組村                                               | 昭和29年11月1日 長岡市に編入                | 長岡市                       | 長岡市                               | 長岡市                       | 長岡市   |
| 芹川村                 | 芹川村                 | 芹川村                     | 芹川村                           | 芹川村                           | 芹川村                           | 芹川村                     | 明治34年11月1日 下川西村 | 明治34年11月1日 下川西村     | 下川西村                              | 下川西村                                             | 昭和29年11月1日 長岡市に編入                | 長岡市                       | 長岡市                               | 長岡市                       | 長岡市   |
| 雁島村                 | 雁島村                 | 雁島村                     | 雁島村                           | 雁島村                           | 雁島村                           | 芹川村                     | 明治34年11月1日 下川西村 | 明治34年11月1日 下川西村     | 下川西村                              | 下川西村                                             | 昭和29年11月1日 長岡市に編入                | 長岡市                       | 長岡市                               | 長岡市                       | 長岡市   |
| 花井村                 | 花井村                 | 花井村                     | 花井村                           | 花井村                           | 花井村                           | 芹川村                     | 明治34年11月1日 下川西村 | 明治34年11月1日 下川西村     | 下川西村                              | 下川西村                                             | 昭和29年11月1日 長岡市に編入                | 長岡市                       | 長岡市                               | 長岡市                       | 長岡市   |
| 上柳村                 | 上柳村                 | 上柳村                     | 上柳村                           | 上柳村                           | 上柳村                           | 芹川村                     | 明治34年11月1日 下川西村 | 明治34年11月1日 下川西村     | 下川西村                              | 下川西村                                             | 昭和29年11月1日 長岡市に編入                | 長岡市                       | 長岡市                               | 長岡市                       | 長岡市   |
| 三之宮村               | 三之宮村               | 三之宮村                   | 三之宮村                         | 三之宮村                         | 三之宮村                         | 芹川村                     | 明治34年11月1日 下川西村 | 明治34年11月1日 下川西村     | 下川西村                              | 下川西村                                             | 昭和29年11月1日 長岡市に編入                | 長岡市                       | 長岡市                               | 長岡市                       | 長岡市   |
| 川袋村                 | 川袋村                 | 川袋村                     | 川袋村                           | 川袋村                           | 明治20年 川袋村                  | 川李村                     | 明治34年11月1日 下川西村 | 明治34年11月1日 下川西村     | 下川西村                              | 下川西村                                             | 昭和29年11月1日 長岡市に編入                | 長岡市                       | 長岡市                               | 長岡市                       | 長岡市   |
| 増田村古新田           | 増田村古新田           | 増田村古新田               | 増田村古新田                     | 増田村古新田                     | 明治20年 川袋村                  | 川李村                     | 明治34年11月1日 下川西村 | 明治34年11月1日 下川西村     | 下川西村                              | 下川西村                                             | 昭和29年11月1日 長岡市に編入                | 長岡市                       | 長岡市                               | 長岡市                       | 長岡市   |
| 李崎村                 | 李崎村                 | 李崎村                     | 李崎村                           | 李崎村                           | 李崎村                           | 川李村                     | 明治34年11月1日 下川西村 | 明治34年11月1日 下川西村     | 下川西村                              | 下川西村                                             | 昭和29年11月1日 長岡市に編入                | 長岡市                       | 長岡市                               | 長岡市                       | 長岡市   |
| 蒲原郡脇川新田         | 蒲原郡脇川新田         | 中蒲原郡脇川新田           | 明治12年 所属変更 三島郡脇川新田 | 明治12年 所属変更 三島郡脇川新田 | 明治12年 所属変更 三島郡脇川新田 | 川李村                     | 明治34年11月1日 下川西村 | 明治34年11月1日 下川西村     | 下川西村                              | 下川西村                                             | 昭和29年11月1日 長岡市に編入                | 長岡市                       | 長岡市                               | 長岡市                       | 長岡市   |
| 三島郡林新田           | 三島郡林新田           | 三島郡林新田               | 三島郡林新田                     | 明治18年 土合村                  | 明治18年 土合村                  | 四郎丸村                   | 明治34年11月1日 四郎丸村 | 大正10年12月1日 長岡市に編入 | 長岡市                                | 長岡市                                               | 長岡市                                      | 長岡市                       | 長岡市                               | 長岡市                       | 長岡市   |
| 土合村                 | 土合村                 | 土合村                     | 土合村                           | 明治18年 土合村                  | 明治18年 土合村                  | 四郎丸村                   | 明治34年11月1日 四郎丸村 | 大正10年12月1日 長岡市に編入 | 長岡市                                | 長岡市                                               | 長岡市                                      | 長岡市                       | 長岡市                               | 長岡市                       | 長岡市   |
| 四郎丸村               | 四郎丸村               | 四郎丸村                   | 四郎丸村                         | 四郎丸村                         | 四郎丸村                         | 四郎丸村                   | 明治34年11月1日 四郎丸村 | 大正10年12月1日 長岡市に編入 | 長岡市                                | 長岡市                                               | 長岡市                                      | 長岡市                       | 長岡市                               | 長岡市                       | 長岡市   |
| 上条村                 | 上条村                 | 上条村                     | 上条村                           | 上条村                           | 上条村                           | 四郎丸村                   | 明治34年11月1日 四郎丸村 | 大正10年12月1日 長岡市に編入 | 長岡市                                | 長岡市                                               | 長岡市                                      | 長岡市                       | 長岡市                               | 長岡市                       | 長岡市   |
| 川崎村                 | 川崎村                 | 川崎村                     | 川崎村                           | 明治19年 川崎村                  | 明治19年 川崎村                  | 川崎村                     | 明治34年11月1日 四郎丸村 | 大正10年12月1日 長岡市に編入 | 長岡市                                | 長岡市                                               | 長岡市                                      | 長岡市                       | 長岡市                               | 長岡市                       | 長岡市   |
| 出来都古新田           | 出来都古新田           | 出来都古新田               | 出来都古新田                     | 明治19年 川崎村                  | 明治19年 川崎村                  | 川崎村                     | 明治34年11月1日 四郎丸村 | 大正10年12月1日 長岡市に編入 | 長岡市                                | 長岡市                                               | 長岡市                                      | 長岡市                       | 長岡市                               | 長岡市                       | 長岡市   |
| 石内村                 | 石内村                 | 石内村                     | 石内村                           | 石内村                           | 石内村                           | 王内村                     | 明治34年11月1日 長岡町   | 明治39年4月1日 市制 長岡市   | 長岡市                                | 長岡市                                               | 長岡市                                      | 長岡市                       | 長岡市                               | 長岡市                       | 長岡市   |
| 蔵王村                 | 蔵王村                 | 明治8年 蔵王村             | 明治8年 蔵王村                   | 明治8年 蔵王村                   | 明治8年 蔵王村                   | 王内村                     | 明治34年11月1日 長岡町   | 明治39年4月1日 市制 長岡市   | 長岡市                                | 長岡市                                               | 長岡市                                      | 長岡市                       | 長岡市                               | 長岡市                       | 長岡市   |
| 三十八村               |                        | 明治8年 蔵王村             | 明治8年 蔵王村                   | 明治8年 蔵王村                   | 明治8年 蔵王村                   | 王内村                     | 明治34年11月1日 長岡町   | 明治39年4月1日 市制 長岡市   | 長岡市                                | 長岡市                                               | 長岡市                                      | 長岡市                       | 長岡市                               | 長岡市                       | 長岡市   |
| 千手町村               | 千手町村               | 千手町村                   | 千手町村                         | 千手町村                         | 千手町村                         | 千手町                     | 明治34年11月1日 長岡町   | 明治39年4月1日 市制 長岡市   | 長岡市                                | 長岡市                                               | 長岡市                                      | 長岡市                       | 長岡市                               | 長岡市                       | 長岡市   |
| 宮原村                 | 宮原村                 | 宮原村                     | 宮原村                           | 宮原村                           | 宮原村                           | 千手町                     | 明治34年11月1日 長岡町   | 明治39年4月1日 市制 長岡市   | 長岡市                                | 長岡市                                               | 長岡市                                      | 長岡市                       | 長岡市                               | 長岡市                       | 長岡市   |
| 新町村                 | 新町村                 | 新町村                     | 新町村                           | 新町村                           | 新町村                           | 新町                       | 明治34年11月1日 長岡町   | 明治39年4月1日 市制 長岡市   | 長岡市                                | 長岡市                                               | 長岡市                                      | 長岡市                       | 長岡市                               | 長岡市                       | 長岡市   |
| 城岡外新田             | 城岡外新田             | 城岡外新田                 | 城岡外新田                       | 城岡外新田                       | 城岡外新田                       | 新町                       | 明治34年11月1日 長岡町   | 明治39年4月1日 市制 長岡市   | 長岡市                                | 長岡市                                               | 長岡市                                      | 長岡市                       | 長岡市                               | 長岡市                       | 長岡市   |
| 川久保外新田           | 川久保外新田           | 川久保外新田               | 川久保外新田                     | 川久保外新田                     | 川久保外新田                     | 新町                       | 明治34年11月1日 長岡町   | 明治39年4月1日 市制 長岡市   | 長岡市                                | 長岡市                                               | 長岡市                                      | 長岡市                       | 長岡市                               | 長岡市                       | 長岡市   |
| 行保新田               | 行保新田               | 行保新田                   | 行保新田                         | 行保新田                         | 行保新田                         | 新町                       | 明治34年11月1日 長岡町   | 明治39年4月1日 市制 長岡市   | 長岡市                                | 長岡市                                               | 長岡市                                      | 長岡市                       | 長岡市                               | 長岡市                       | 長岡市   |
| 長岡城下               | 町人町21町             | 長岡城下                   | 長岡城下                         | 長岡城下                         | 長岡城下                         | 長岡町                     | 明治34年11月1日 長岡町   | 明治39年4月1日 市制 長岡市   | 長岡市                                | 長岡市                                               | 長岡市                                      | 長岡市                       | 長岡市                               | 長岡市                       | 長岡市   |
| 長岡城下               | 武家屋敷地区18町       | 長岡城下                   | 長岡城下                         | 長岡城下                         | 長岡城下                         | 長岡本町                   | 明治34年11月1日 長岡町   | 明治39年4月1日 市制 長岡市   | 長岡市                                | 長岡市                                               | 長岡市                                      | 長岡市                       | 長岡市                               | 長岡市                       | 長岡市   |
|                        |                        | 明治初年 起立 中島村       | 時期不明 改称 中島町             | 時期不明 改称 中島町             | 時期不明 改称 中島町             | 草生津町                   | 明治34年11月1日 長岡町   | 明治39年4月1日 市制 長岡市   | 長岡市                                | 長岡市                                               | 長岡市                                      | 長岡市                       | 長岡市                               | 長岡市                       | 長岡市   |
| 草生津村               | 草生津村               | 草生津村                   | 草生津村                         | 明治19年 草生津村                | 明治20年 草生津村                | 草生津町                   | 明治34年11月1日 長岡町   | 明治39年4月1日 市制 長岡市   | 長岡市                                | 長岡市                                               | 長岡市                                      | 長岡市                       | 長岡市                               | 長岡市                       | 長岡市   |
| 土合与惣兵衛古新田     | 土合与惣兵衛古新田     | 土合与惣兵衛古新田         | 土合与惣兵衛古新田               | 明治19年 草生津村                | 明治20年 草生津村                | 草生津町                   | 明治34年11月1日 長岡町   | 明治39年4月1日 市制 長岡市   | 長岡市                                | 長岡市                                               | 長岡市                                      | 長岡市                       | 長岡市                               | 長岡市                       | 長岡市   |
| 赤川助七古新田         | 赤川助七古新田         | 赤川助七古新田             | 赤川助七古新田                   | 明治18年 赤川村                  | 明治20年 草生津村                | 草生津町                   | 明治34年11月1日 長岡町   | 明治39年4月1日 市制 長岡市   | 長岡市                                | 長岡市                                               | 長岡市                                      | 長岡市                       | 長岡市                               | 長岡市                       | 長岡市   |
| 赤川庄右衛門古新田     | 赤川庄右衛門古新田     | 赤川庄右衛門古新田         | 赤川庄右衛門古新田               | 明治18年 赤川村                  | 明治20年 草生津村                | 草生津町                   | 明治34年11月1日 長岡町   | 明治39年4月1日 市制 長岡市   | 長岡市                                | 長岡市                                               | 長岡市                                      | 長岡市                       | 長岡市                               | 長岡市                       | 長岡市   |
| 中島古川村             | 中島古川村             | 中島古川村                 | 中島古川村                       | 明治18年 改称 古川村             | 明治18年 改称 古川村             | 草生津町                   | 明治34年11月1日 長岡町   | 明治39年4月1日 市制 長岡市   | 長岡市                                | 長岡市                                               | 長岡市                                      | 長岡市                       | 長岡市                               | 長岡市                       | 長岡市   |
| 麻野畑新田             | 麻野畑新田             | 麻野畑新田                 | 麻野畑新田                       | 明治19年 麻野村                  | 明治19年 麻野村                  | 草生津町                   | 明治34年11月1日 長岡町   | 明治39年4月1日 市制 長岡市   | 長岡市                                | 長岡市                                               | 長岡市                                      | 長岡市                       | 長岡市                               | 長岡市                       | 長岡市   |
| 中島市郎次新田         | 中島市郎次新田         | 中島市郎次新田             | 中島市郎次新田                   | 明治19年 麻野村                  | 明治19年 麻野村                  | 草生津町                   | 明治34年11月1日 長岡町   | 明治39年4月1日 市制 長岡市   | 長岡市                                | 長岡市                                               | 長岡市                                      | 長岡市                       | 長岡市                               | 長岡市                       | 長岡市   |
| 赤川久七新田           | 赤川久七新田           | 赤川久七新田               | 赤川久七新田                     | 明治19年 改称 久七村             | 明治19年 改称 久七村             | 草生津町                   | 明治34年11月1日 長岡町   | 明治39年4月1日 市制 長岡市   | 長岡市                                | 長岡市                                               | 長岡市                                      | 長岡市                       | 長岡市                               | 長岡市                       | 長岡市   |
| 寺島村                 | ［一部］               | 寺島村                     | 寺島村                           | 寺島村                           | 寺島村                           | 草生津町                   | 明治34年11月1日 長岡町   | 明治39年4月1日 市制 長岡市   | 長岡市                                | 長岡市                                               | 長岡市                                      | 長岡市                       | 長岡市                               | 長岡市                       | 長岡市   |
| 寺島村                 | ［一部］               | 寺島村                     | 寺島村                           | 寺島村                           | 寺島村                           | 川西村                     | 川西村                   | 明治39年4月1日 上川西村      | 上川西村                              | 昭和29年2月1日 長岡市に編入                          | 長岡市                                      | 長岡市                       | 長岡市                               | 長岡市                       | 長岡市   |
| 小沢村                 | 小沢村                 | 小沢村                     | 小沢村                           | 小沢村                           | 小沢村                           | 川西村                     | 川西村                   | 明治39年4月1日 上川西村      | 上川西村                              | 昭和29年2月1日 長岡市に編入                          | 長岡市                                      | 長岡市                       | 長岡市                               | 長岡市                       | 長岡市   |
| 蓮潟村                 | 蓮潟村                 | 明治8年 蓮潟村             | 明治8年 蓮潟村                   | 明治8年 蓮潟村                   | 明治8年 蓮潟村                   | 川西村                     | 川西村                   | 明治39年4月1日 上川西村      | 上川西村                              | 昭和29年2月1日 長岡市に編入                          | 長岡市                                      | 長岡市                       | 長岡市                               | 長岡市                       | 長岡市   |
| 槙山助三郎古新田       |                        | 明治8年 蓮潟村             | 明治8年 蓮潟村                   | 明治8年 蓮潟村                   | 明治8年 蓮潟村                   | 川西村                     | 川西村                   | 明治39年4月1日 上川西村      | 上川西村                              | 昭和29年2月1日 長岡市に編入                          | 長岡市                                      | 長岡市                       | 長岡市                               | 長岡市                       | 長岡市   |
| 鼠島村古新田           | 鼠島村古新田           | 鼠島村古新田               | 鼠島村古新田                     | 明治18年 改称 鼠島村             | 明治18年 改称 鼠島村             | 川西村                     | 川西村                   | 明治39年4月1日 上川西村      | 上川西村                              | 昭和29年2月1日 長岡市に編入                          | 長岡市                                      | 長岡市                       | 長岡市                               | 長岡市                       | 長岡市   |
| 宮関新田               | 宮関新田               | 宮関新田                   | 宮関新田                         | 明治18年 改称 宮関村             | 明治18年 改称 宮関村             | 川西村                     | 川西村                   | 明治39年4月1日 上川西村      | 上川西村                              | 昭和29年2月1日 長岡市に編入                          | 長岡市                                      | 長岡市                       | 長岡市                               | 長岡市                       | 長岡市   |
| 下柳村                 | 下柳村                 | 下柳村                     | 下柳村                           | 下柳村                           | 下柳村                           | 川西村                     | 川西村                   | 明治39年4月1日 上川西村      | 上川西村                              | 昭和29年2月1日 長岡市に編入                          | 長岡市                                      | 長岡市                       | 長岡市                               | 長岡市                       | 長岡市   |
| 荻野新田               | 荻野新田               | 荻野新田                   | 荻野新田                         | 明治18年 改称 荻野村             | 明治18年 改称 荻野村             | 川西村                     | 川西村                   | 明治39年4月1日 上川西村      | 上川西村                              | 昭和29年2月1日 長岡市に編入                          | 長岡市                                      | 長岡市                       | 長岡市                               | 長岡市                       | 長岡市   |
| 藤沢新田               | 藤沢新田               | 藤沢新田                   | 藤沢新田                         | 明治18年 改称 藤沢村             | 明治18年 改称 藤沢村             | 川西村                     | 川西村                   | 明治39年4月1日 上川西村      | 上川西村                              | 昭和29年2月1日 長岡市に編入                          | 長岡市                                      | 長岡市                       | 長岡市                               | 長岡市                       | 長岡市   |
| 三ツ郷屋村             | 三ツ郷屋村             | 三ツ郷屋村                 | 三ツ郷屋村                       | 三ツ郷屋村                       | 三ツ郷屋村                       | 川西村                     | 川西村                   | 明治39年4月1日 上川西村      | 上川西村                              | 昭和29年2月1日 長岡市に編入                          | 長岡市                                      | 長岡市                       | 長岡市                               | 長岡市                       | 長岡市   |
| 田屋村                 | 田屋村                 | 田屋村                     | 田屋村                           | 田屋村                           | 田屋村                           | 川西村                     | 川西村                   | 明治39年4月1日 上川西村      | 上川西村                              | 昭和29年2月1日 長岡市に編入                          | 長岡市                                      | 長岡市                       | 長岡市                               | 長岡市                       | 長岡市   |
| 槙山村所右衛門五兵衛組 | ［大部分］             | 槙山村所右衛門五兵衛組     | 槙山村所右衛門五兵衛組           | 槙山村所右衛門五兵衛組           | 槙山村所右衛門五兵衛組           | 川西村                     | 川西村                   | 明治39年4月1日 上川西村      | 上川西村                              | 昭和29年2月1日 長岡市に編入                          | 長岡市                                      | 長岡市                       | 長岡市                               | 長岡市                       | 長岡市   |
| 槙山村所右衛門五兵衛組 | ［一部］               | 槙山村所右衛門五兵衛組     | 槙山村所右衛門五兵衛組           | 槙山村所右衛門五兵衛組           | 槙山村所右衛門五兵衛組           | 四箇村                     | 四箇村                   | 明治39年4月1日 上川西村      | 上川西村                              | 昭和29年2月1日 長岡市に編入                          | 長岡市                                      | 長岡市                       | 長岡市                               | 長岡市                       | 長岡市   |
| 槙山村                 | 槙山村                 | 槙山村                     | 槙山村                           | 槙山村                           | 明治20年 槙山村                  | 四箇村                     | 四箇村                   | 明治39年4月1日 上川西村      | 上川西村                              | 昭和29年2月1日 長岡市に編入                          | 長岡市                                      | 長岡市                       | 長岡市                               | 長岡市                       | 長岡市   |
| 槙山与次兵衛古新田     | 槙山与次兵衛古新田     | 槙山与次兵衛古新田         | 槙山与次兵衛古新田               | 槙山与次兵衛古新田               | 明治20年 槙山村                  | 四箇村                     | 四箇村                   | 明治39年4月1日 上川西村      | 上川西村                              | 昭和29年2月1日 長岡市に編入                          | 長岡市                                      | 長岡市                       | 長岡市                               | 長岡市                       | 長岡市   |
| 槙下村                 | 槙下村                 | 槙下村                     | 槙下村                           | 槙下村                           | 槙下村                           | 四箇村                     | 四箇村                   | 明治39年4月1日 上川西村      | 上川西村                              | 昭和29年2月1日 長岡市に編入                          | 長岡市                                      | 長岡市                       | 長岡市                               | 長岡市                       | 長岡市   |
| 巻島村                 | 巻島村                 | 巻島村                     | 巻島村                           | 巻島村                           | 巻島村                           | 四箇村                     | 四箇村                   | 明治39年4月1日 上川西村      | 上川西村                              | 昭和29年2月1日 長岡市に編入                          | 長岡市                                      | 長岡市                       | 長岡市                               | 長岡市                       | 長岡市   |
| 十日町村               | 十日町村               | 十日町村                   | 十日町村                         | 十日町村                         | 十日町村                         | 十日町村                   | 明治34年11月1日 十日町村 | 明治34年11月1日 十日町村     | 十日町村                              | 十日町村                                             | 昭和29年11月1日 長岡市に編入                | 長岡市                       | 長岡市                               | 長岡市                       | 長岡市   |
| 片田村                 | 片田村                 | 片田村                     | 片田村                           | 片田村                           | 片田村                           | 十日町村                   | 明治34年11月1日 十日町村 | 明治34年11月1日 十日町村     | 十日町村                              | 十日町村                                             | 昭和29年11月1日 長岡市に編入                | 長岡市                       | 長岡市                               | 長岡市                       | 長岡市   |
| 小島古新田             | 小島古新田             | 小島古新田                 | 小島古新田                       | 小島古新田                       | 小島古新田                       | 十日町村                   | 明治34年11月1日 十日町村 | 明治34年11月1日 十日町村     | 十日町村                              | 十日町村                                             | 昭和29年11月1日 長岡市に編入                | 長岡市                       | 長岡市                               | 長岡市                       | 長岡市   |
| 高山村                 | 高山村                 | 高山村                     | 高山村                           | 明治18年 高山村                  | 明治18年 高山村                  | 高島村                     | 明治34年11月1日 十日町村 | 明治34年11月1日 十日町村     | 十日町村                              | 十日町村                                             | 昭和29年11月1日 長岡市に編入                | 長岡市                       | 長岡市                               | 長岡市                       | 長岡市   |
| 高山外新田             | 高山外新田             | 高山外新田                 | 高山外新田                       | 明治18年 高山村                  | 明治18年 高山村                  | 高島村                     | 明治34年11月1日 十日町村 | 明治34年11月1日 十日町村     | 十日町村                              | 十日町村                                             | 昭和29年11月1日 長岡市に編入                | 長岡市                       | 長岡市                               | 長岡市                       | 長岡市   |
| 向島新田               | 向島新田               | 明治6年 向島新田           | 明治6年 向島新田                 | 明治6年 向島新田                 | 明治6年 向島新田                 | 高島村                     | 明治34年11月1日 十日町村 | 明治34年11月1日 十日町村     | 十日町村                              | 十日町村                                             | 昭和29年11月1日 長岡市に編入                | 長岡市                       | 長岡市                               | 長岡市                       | 長岡市   |
| 山田新田               |                        | 明治6年 向島新田           | 明治6年 向島新田                 | 明治6年 向島新田                 | 明治6年 向島新田                 | 高島村                     | 明治34年11月1日 十日町村 | 明治34年11月1日 十日町村     | 十日町村                              | 十日町村                                             | 昭和29年11月1日 長岡市に編入                | 長岡市                       | 長岡市                               | 長岡市                       | 長岡市   |
| 牛池村                 | 牛池村                 | 牛池村                     | 牛池村                           | 牛池村                           | 牛池村                           | 高島村                     | 明治34年11月1日 十日町村 | 明治34年11月1日 十日町村     | 十日町村                              | 十日町村                                             | 昭和29年11月1日 長岡市に編入                | 長岡市                       | 長岡市                               | 長岡市                       | 長岡市   |
| 高野村                 | 高野村                 | 高野村                     | 高野村                           | 明治19年 高野村                  | 明治19年 高野村                  | 福戸村                     | 福戸村                   | 福戸村                       | 福戸村                                | 福戸村                                               | 昭和29年11月1日 長岡市に編入                | 長岡市                       | 長岡市                               | 長岡市                       | 長岡市   |
| 坂都新田               | 坂都新田               | 坂都新田                   | 坂都新田                         | 明治19年 高野村                  | 明治19年 高野村                  | 福戸村                     | 福戸村                   | 福戸村                       | 福戸村                                | 福戸村                                               | 昭和29年11月1日 長岡市に編入                | 長岡市                       | 長岡市                               | 長岡市                       | 長岡市   |
| 南潟新田               | 南潟新田               | 南潟新田                   | 南潟新田                         | 明治19年 高野村                  | 明治19年 高野村                  | 福戸村                     | 福戸村                   | 福戸村                       | 福戸村                                | 福戸村                                               | 昭和29年11月1日 長岡市に編入                | 長岡市                       | 長岡市                               | 長岡市                       | 長岡市   |
| 片端杢右衛門新田       | 片端杢右衛門新田       | 片端杢右衛門新田           | 片端杢右衛門新田                 | 明治19年 高野村                  | 明治19年 高野村                  | 福戸村                     | 福戸村                   | 福戸村                       | 福戸村                                | 福戸村                                               | 昭和29年11月1日 長岡市に編入                | 長岡市                       | 長岡市                               | 長岡市                       | 長岡市   |
| 大荒戸村               | 大荒戸村               | 大荒戸村                   | 大荒戸村                         | 大荒戸村                         | 大荒戸村                         | 福戸村                     | 福戸村                   | 福戸村                       | 福戸村                                | 福戸村                                               | 昭和29年11月1日 長岡市に編入                | 長岡市                       | 長岡市                               | 長岡市                       | 長岡市   |
| 片端村                 | 片端村                 | 片端村                     | 片端村                           | 片端村                           | 片端村                           | 福戸村                     | 福戸村                   | 福戸村                       | 福戸村                                | 福戸村                                               | 昭和29年11月1日 長岡市に編入                | 長岡市                       | 長岡市                               | 長岡市                       | 長岡市   |
| 道満村                 | 道満村                 | 道満村                     | 道満村                           | 道満村                           | 道満村                           | 福戸村                     | 福戸村                   | 福戸村                       | 福戸村                                | 福戸村                                               | 昭和29年11月1日 長岡市に編入                | 長岡市                       | 長岡市                               | 長岡市                       | 長岡市   |
| 福道村                 | 福道村                 | 福道村                     | 福道村                           | 福道村                           | 福道村                           | 福戸村                     | 福戸村                   | 福戸村                       | 福戸村                                | 福戸村                                               | 昭和29年11月1日 長岡市に編入                | 長岡市                       | 長岡市                               | 長岡市                       | 長岡市   |
| 南新保村               | 南新保村               | 南新保村                   | 南新保村                         | 南新保村                         | 南新保村                         | 福戸村                     | 福戸村                   | 福戸村                       | 福戸村                                | 福戸村                                               | 昭和29年11月1日 長岡市に編入                | 長岡市                       | 長岡市                               | 長岡市                       | 長岡市   |
| 三島郡堺村             | ［字古新田］           | 三島郡堺村                 | 三島郡堺村                       | 三島郡堺村                       | 三島郡堺村                       | 福戸村                     | 福戸村                   | 福戸村                       | 福戸村                                | 福戸村                                               | 昭和29年11月1日 長岡市に編入                | 長岡市                       | 長岡市                               | 長岡市                       | 長岡市   |
| 三島郡堺村             | ［字古新田を除く］     | 三島郡堺村                 | 三島郡堺村                       | 三島郡堺村                       | 三島郡堺村                       | 三島郡 日越村              | 三島郡 日越村            | 三島郡 日越村                | 三島郡 日越村                         | 三島郡 日越村                                        | 昭和29年11月1日 長岡市に編入                | 長岡市                       | 長岡市                               | 長岡市                       | 長岡市   |
| 高瀬村                 | 高瀬村                 | 高瀬村                     | 高瀬村                           | 高瀬村                           | 高瀬村                           | 三島郡 日越村              | 三島郡 日越村            | 三島郡 日越村                | 三島郡 日越村                         | 三島郡 日越村                                        | 昭和29年11月1日 長岡市に編入                | 長岡市                       | 長岡市                               | 長岡市                       | 長岡市   |
| 高瀬作十郎古新田       | 高瀬作十郎古新田       | 高瀬作十郎古新田           | 高瀬作十郎古新田                 | 高瀬作十郎古新田                 | 高瀬作十郎古新田                 | 三島郡 日越村              | 三島郡 日越村            | 三島郡 日越村                | 三島郡 日越村                         | 三島郡 日越村                                        | 昭和29年11月1日 長岡市に編入                | 長岡市                       | 長岡市                               | 長岡市                       | 長岡市   |
| 五本柳村古新田         | 五本柳村古新田         | 五本柳村古新田             | 五本柳村古新田                   | 五本柳村古新田                   | 五本柳村古新田                   | 三島郡 日越村              | 三島郡 日越村            | 三島郡 日越村                | 三島郡 日越村                         | 三島郡 日越村                                        | 昭和29年11月1日 長岡市に編入                | 長岡市                       | 長岡市                               | 長岡市                       | 長岡市   |
| 雨池村                 | 雨池村                 | 雨池村                     | 雨池村                           | 雨池村                           | 雨池村                           | 三島郡 日越村              | 三島郡 日越村            | 三島郡 日越村                | 三島郡 日越村                         | 三島郡 日越村                                        | 昭和29年11月1日 長岡市に編入                | 長岡市                       | 長岡市                               | 長岡市                       | 長岡市   |
| 前野村古新田           | 前野村古新田           | 前野村古新田               | 前野村古新田                     | 前野村古新田                     | 前野村古新田                     | 三島郡 日越村              | 三島郡 日越村            | 三島郡 日越村                | 三島郡 日越村                         | 三島郡 日越村                                        | 昭和29年11月1日 長岡市に編入                | 長岡市                       | 長岡市                               | 長岡市                       | 長岡市   |
| 寺宝村                 | 寺宝村                 | 寺宝村                     | 寺宝村                           | 寺宝村                           | 寺宝村                           | 三島郡 王寺川村            | 三島郡 王寺川村          | 三島郡 王寺川村              | 三島郡 王寺川村                       | 三島郡 王寺川村                                      | 昭和29年11月1日 長岡市に編入                | 長岡市                       | 長岡市                               | 長岡市                       | 長岡市   |
| 能下古新田             | 能下古新田             | 能下古新田                 | 能下古新田                       | 能下古新田                       | 能下古新田                       | 三島郡 王寺川村            | 三島郡 王寺川村          | 三島郡 王寺川村              | 三島郡 王寺川村                       | 三島郡 王寺川村                                      | 昭和29年11月1日 長岡市に編入                | 長岡市                       | 長岡市                               | 長岡市                       | 長岡市   |
| 浦瀬村                 | 浦瀬村                 | 浦瀬村                     | 浦瀬村                           | 浦瀬村                           | 浦瀬村                           | 山本村                     | 山本村                   | 山本村                       | 山本村                                | 山本村                                               | 昭和29年11月1日 長岡市に編入                | 長岡市                       | 長岡市                               | 長岡市                       | 長岡市   |
| 乙吉村                 | 乙吉村                 | 乙吉村                     | 乙吉村                           | 乙吉村                           | 乙吉村                           | 山本村                     | 山本村                   | 山本村                       | 山本村                                | 山本村                                               | 昭和29年11月1日 長岡市に編入                | 長岡市                       | 長岡市                               | 長岡市                       | 長岡市   |
| 麻生田村               | 麻生田村               | 麻生田村                   | 麻生田村                         | 麻生田村                         | 麻生田村                         | 山本村                     | 山本村                   | 山本村                       | 山本村                                | 山本村                                               | 昭和29年11月1日 長岡市に編入                | 長岡市                       | 長岡市                               | 長岡市                       | 長岡市   |
| 宮路村                 | 宮路村                 | 宮路村                     | 宮路村                           | 宮路村                           | 宮路村                           | 山本村                     | 山本村                   | 山本村                       | 山本村                                | 山本村                                               | 昭和29年11月1日 長岡市に編入                | 長岡市                       | 長岡市                               | 長岡市                       | 長岡市   |
| 桂沢村                 | 桂沢村                 | 桂沢村                     | 桂沢村                           | 桂沢村                           | 桂沢村                           | 山本村                     | 山本村                   | 山本村                       | 山本村                                | 山本村                                               | 昭和29年11月1日 長岡市に編入                | 長岡市                       | 長岡市                               | 長岡市                       | 長岡市   |
| 亀崎村                 | 亀崎村                 | 亀崎村                     | 亀崎村                           | 亀崎村                           | 亀崎村                           | 山本村                     | 山本村                   | 山本村                       | 山本村                                | 山本村                                               | 昭和29年11月1日 長岡市に編入                | 長岡市                       | 長岡市                               | 長岡市                       | 長岡市   |
| 加津保沢村             | 加津保沢村             | 加津保沢村                 | 加津保沢村                       | 加津保沢村                       | 加津保沢村                       | 山本村                     | 山本村                   | 山本村                       | 山本村                                | 山本村                                               | 昭和29年11月1日 長岡市に編入                | 長岡市                       | 長岡市                               | 長岡市                       | 長岡市   |
| 水穴村                 | 水穴村                 | 水穴村                     | 水穴村                           | 水穴村                           | 水穴村                           | 山本村                     | 山本村                   | 山本村                       | 山本村                                | 山本村                                               | 昭和29年11月1日 長岡市に編入                | 長岡市                       | 長岡市                               | 長岡市                       | 長岡市   |
| 高見村                 | 高見村                 | 高見村                     | 高見村                           | 明治19年 高見村                  | 明治19年 高見村                  | 黒条村                     | 黒条村                   | 黒条村                       | 黒条村                                | 黒条村                                               | 昭和29年11月1日 長岡市に編入                | 長岡市                       | 長岡市                               | 長岡市                       | 長岡市   |
| 嘉蔵新田               | 嘉蔵新田               | 嘉蔵新田                   | 嘉蔵新田                         | 明治19年 高見村                  | 明治19年 高見村                  | 黒条村                     | 黒条村                   | 黒条村                       | 黒条村                                | 黒条村                                               | 昭和29年11月1日 長岡市に編入                | 長岡市                       | 長岡市                               | 長岡市                       | 長岡市   |
| 下条村                 | 下条村                 | 下条村                     | 明治12年 改称 下下条村           | 明治19年 下下条村                | 明治19年 下下条村                | 黒条村                     | 黒条村                   | 黒条村                       | 黒条村                                | 黒条村                                               | 昭和29年11月1日 長岡市に編入                | 長岡市                       | 長岡市                               | 長岡市                       | 長岡市   |
| 長兵衛新田             | 長兵衛新田             | 長兵衛新田                 | 長兵衛新田                       | 明治19年 下下条村                | 明治19年 下下条村                | 黒条村                     | 黒条村                   | 黒条村                       | 黒条村                                | 黒条村                                               | 昭和29年11月1日 長岡市に編入                | 長岡市                       | 長岡市                               | 長岡市                       | 長岡市   |
| 福田村外新田           | 福田村外新田           | 福田村外新田               | 福田村外新田                     | 明治19年 天神村                  | 明治19年 天神村                  | 黒条村                     | 黒条村                   | 黒条村                       | 黒条村                                | 黒条村                                               | 昭和29年11月1日 長岡市に編入                | 長岡市                       | 長岡市                               | 長岡市                       | 長岡市   |
| 天神小屋村             | 天神小屋村             | 天神小屋村                 | 天神小屋村                       | 明治19年 天神村                  | 明治19年 天神村                  | 黒条村                     | 黒条村                   | 黒条村                       | 黒条村                                | 黒条村                                               | 昭和29年11月1日 長岡市に編入                | 長岡市                       | 長岡市                               | 長岡市                       | 長岡市   |
| 大野新々田             | 大野新々田             | 大野新々田                 | 大野新々田                       | 明治19年 天神村                  | 明治19年 天神村                  | 黒条村                     | 黒条村                   | 黒条村                       | 黒条村                                | 黒条村                                               | 昭和29年11月1日 長岡市に編入                | 長岡市                       | 長岡市                               | 長岡市                       | 長岡市   |
| 市左衛門新田           | ［一部］               | 市左衛門新田               | 市左衛門新田                     | 明治19年 天神村                  | 明治19年 天神村                  | 黒条村                     | 黒条村                   | 黒条村                       | 黒条村                                | 黒条村                                               | 昭和29年11月1日 長岡市に編入                | 長岡市                       | 長岡市                               | 長岡市                       | 長岡市   |
| 市左衛門新田           | ［一部］               | 市左衛門新田               | 市左衛門新田                     | 明治19年 十二潟村                | 明治19年 十二潟村                | 黒条村                     | 黒条村                   | 黒条村                       | 黒条村                                | 黒条村                                               | 昭和29年11月1日 長岡市に編入                | 長岡市                       | 長岡市                               | 長岡市                       | 長岡市   |
| 十二潟村古新田         | 十二潟村古新田         | 十二潟村古新田             | 明治12年 十二潟村                | 明治19年 十二潟村                | 明治19年 十二潟村                | 黒条村                     | 黒条村                   | 黒条村                       | 黒条村                                | 黒条村                                               | 昭和29年11月1日 長岡市に編入                | 長岡市                       | 長岡市                               | 長岡市                       | 長岡市   |
| 大潟新田               | 大潟新田               | 大潟新田                   | 明治12年 十二潟村                | 明治19年 十二潟村                | 明治19年 十二潟村                | 黒条村                     | 黒条村                   | 黒条村                       | 黒条村                                | 黒条村                                               | 昭和29年11月1日 長岡市に編入                | 長岡市                       | 長岡市                               | 長岡市                       | 長岡市   |
| 黒津村                 | 黒津村                 | 黒津村                     | 黒津村                           | 黒津村                           | 黒津村                           | 黒条村                     | 黒条村                   | 黒条村                       | 黒条村                                | 黒条村                                               | 昭和29年11月1日 長岡市に編入                | 長岡市                       | 長岡市                               | 長岡市                       | 長岡市   |
| 上村古新田             | 上村古新田             | 上村古新田                 | 上村古新田                       | 上村古新田                       | 上村古新田                       | 黒条村                     | 黒条村                   | 黒条村                       | 黒条村                                | 黒条村                                               | 昭和29年11月1日 長岡市に編入                | 長岡市                       | 長岡市                               | 長岡市                       | 長岡市   |
| 河辺村                 | 河辺村                 | 河辺村                     | 河辺村                           | 河辺村                           | 河辺村                           | 黒条村                     | 黒条村                   | 黒条村                       | 黒条村                                | 黒条村                                               | 昭和29年11月1日 長岡市に編入                | 長岡市                       | 長岡市                               | 長岡市                       | 長岡市   |
| 蛇山村                 | 蛇山村                 | 蛇山村                     | 蛇山村                           | 蛇山村                           | 蛇山村                           | 山谷沢村                   | 明治34年11月1日 六日市村 | 明治34年11月1日 六日市村     | 六日市村                              | 六日市村                                             | 昭和29年11月1日 長岡市に編入                | 長岡市                       | 長岡市                               | 長岡市                       | 長岡市   |
| 滝谷村                 | 滝谷村                 | 滝谷村                     | 滝谷村                           | 滝谷村                           | 滝谷村                           | 山谷沢村                   | 明治34年11月1日 六日市村 | 明治34年11月1日 六日市村     | 六日市村                              | 六日市村                                             | 昭和29年11月1日 長岡市に編入                | 長岡市                       | 長岡市                               | 長岡市                       | 長岡市   |
| 渡沢村                 | 渡沢村                 | 渡沢村                     | 渡沢村                           | 渡沢村                           | 渡沢村                           | 山谷沢村                   | 明治34年11月1日 六日市村 | 明治34年11月1日 六日市村     | 六日市村                              | 六日市村                                             | 昭和29年11月1日 長岡市に編入                | 長岡市                       | 長岡市                               | 長岡市                       | 長岡市   |
| 犬茂島村               | 犬茂島村               | 犬茂島村                   | 犬茂島村                         | 犬茂島村                         | 犬茂島村                         | 山谷沢村                   | 明治34年11月1日 六日市村 | 明治34年11月1日 六日市村     | 六日市村                              | 六日市村                                             | 昭和29年11月1日 長岡市に編入                | 長岡市                       | 長岡市                               | 長岡市                       | 長岡市   |
| 黒田新田               | 黒田新田               | 黒田新田                   | 黒田新田                         | 黒田新田                         | 黒田新田                         | 山谷沢村                   | 明治34年11月1日 六日市村 | 明治34年11月1日 六日市村     | 六日市村                              | 六日市村                                             | 昭和29年11月1日 長岡市に編入                | 長岡市                       | 長岡市                               | 長岡市                       | 長岡市   |
| 猪沢村                 | 猪沢村                 | 猪沢村                     | 猪沢村                           | 猪沢村                           | 猪沢村                           | 山谷沢村                   | 明治34年11月1日 六日市村 | 明治34年11月1日 六日市村     | 六日市村                              | 六日市村                                             | 昭和29年11月1日 長岡市に編入                | 長岡市                       | 長岡市                               | 長岡市                       | 長岡市   |
| 中潟村                 | 中潟村                 | 中潟村                     | 中潟村                           | 中潟村                           | 中潟村                           | 六日市村                   | 明治34年11月1日 六日市村 | 明治34年11月1日 六日市村     | 六日市村                              | 六日市村                                             | 昭和29年11月1日 長岡市に編入                | 長岡市                       | 長岡市                               | 長岡市                       | 長岡市   |
| 妙見村                 | 妙見村                 | 妙見村                     | 妙見村                           | 妙見村                           | 妙見村                           | 六日市村                   | 明治34年11月1日 六日市村 | 明治34年11月1日 六日市村     | 六日市村                              | 六日市村                                             | 昭和29年11月1日 長岡市に編入                | 長岡市                       | 長岡市                               | 長岡市                       | 長岡市   |
| 六日市村               | 六日市村               | 六日市村                   | 六日市村                         | 六日市村                         | 六日市村                         | 六日市村                   | 明治34年11月1日 六日市村 | 明治34年11月1日 六日市村     | 六日市村                              | 六日市村                                             | 昭和29年11月1日 長岡市に編入                | 長岡市                       | 長岡市                               | 長岡市                       | 長岡市   |
| 三俵野村               | 三俵野村               | 三俵野村                   | 三俵野村                         | 三俵野村                         | 三俵野村                         | 六日市村                   | 明治34年11月1日 六日市村 | 明治34年11月1日 六日市村     | 六日市村                              | 六日市村                                             | 昭和29年11月1日 長岡市に編入                | 長岡市                       | 長岡市                               | 長岡市                       | 長岡市   |
| 白岩村                 | 白岩村                 | 白岩村                     | 白岩村                           | 白岩村                           | 白岩村                           | 六日市村                   | 明治34年11月1日 六日市村 | 明治34年11月1日 六日市村     | 六日市村                              | 六日市村                                             | 昭和29年11月1日 長岡市に編入                | 長岡市                       | 長岡市                               | 長岡市                       | 長岡市   |
| 浦柄村                 | 浦柄村                 | 浦柄村                     | 浦柄村                           | 浦柄村                           | 浦柄村                           | 六日市村                   | 明治34年11月1日 六日市村 | 明治34年11月1日 六日市村     | 六日市村                              | 六日市村                                             | 昭和29年11月1日 小千谷市に編入              | 小千谷市                     | 小千谷市                             | 小千谷市                     | 小千谷市 |
| 横渡村                 | 横渡村                 | 横渡村                     | 横渡村                           | 横渡村                           | 横渡村                           | 六日市村                   | 明治34年11月1日 六日市村 | 明治34年11月1日 六日市村     | 六日市村                              | 六日市村                                             | 昭和29年11月1日 小千谷市に編入              | 小千谷市                     | 小千谷市                             | 小千谷市                     | 小千谷市 |
| 荷頃村                 | 荷頃村                 | 明治7年 荷頃村             | 明治12年 改称 南荷頃村           | 明治12年 改称 南荷頃村           | 明治12年 改称 南荷頃村           | 東山村                     | 東山村                   | 東山村                       | 東山村                                | 東山村                                               | 昭和29年11月1日 小千谷市に編入              | 小千谷市                     | 小千谷市                             | 小千谷市                     | 小千谷市 |
| 蘭木新田               |                        | 明治7年 荷頃村             | 明治12年 改称 南荷頃村           | 明治12年 改称 南荷頃村           | 明治12年 改称 南荷頃村           | 東山村                     | 東山村                   | 東山村                       | 東山村                                | 東山村                                               | 昭和29年11月1日 小千谷市に編入              | 小千谷市                     | 小千谷市                             | 小千谷市                     | 小千谷市 |
| 小栗山村               | 小栗山村               | 明治8年 小栗山村           | 明治8年 小栗山村                 | 明治8年 小栗山村                 | 明治8年 小栗山村                 | 東山村                     | 東山村                   | 東山村                       | 東山村                                | 東山村                                               | 昭和29年11月1日 小千谷市に編入              | 小千谷市                     | 小千谷市                             | 小千谷市                     | 小千谷市 |
| 十兵衛新田             |                        | 明治8年 小栗山村           | 明治8年 小栗山村                 | 明治8年 小栗山村                 | 明治8年 小栗山村                 | 東山村                     | 東山村                   | 東山村                       | 東山村                                | 東山村                                               | 昭和29年11月1日 小千谷市に編入              | 小千谷市                     | 小千谷市                             | 小千谷市                     | 小千谷市 |
| 北魚沼郡塩谷村         | ［峠を除く］           | 北魚沼郡塩谷村             | 北魚沼郡塩谷村                   | 北魚沼郡塩谷村                   | 北魚沼郡塩谷村                   | 東山村                     | 東山村                   | 東山村                       | 東山村                                | 東山村                                               | 昭和29年11月1日 小千谷市に編入              | 小千谷市                     | 小千谷市                             | 小千谷市                     | 小千谷市 |
| 北魚沼郡塩谷村         | ［峠］                 | 北魚沼郡塩谷村             | 北魚沼郡塩谷村                   | 北魚沼郡塩谷村                   | 北魚沼郡塩谷村                   | 東山村                     | 東山村                   | 東山村                       | 東山村                                | 東山村                                               | 昭和29年11月1日 北魚沼郡川口村に編入        | 北魚沼郡川口村               | 昭和32年8月1日 町制 北魚沼郡川口町   | 平成22年3月31日 長岡市に編入 | 長岡市   |
| 木沢村                 | 木沢村                 | 木沢村                     | 木沢村                           | 木沢村                           | 木沢村                           | 東山村                     | 東山村                   | 東山村                       | 東山村                                | 東山村                                               | 昭和29年11月1日 北魚沼郡川口村に編入        | 北魚沼郡川口村               | 昭和32年8月1日 町制 北魚沼郡川口町   | 平成22年3月31日 長岡市に編入 | 長岡市   |

## 行政
歴代郡長
| 代 | 氏名       | 就任年月日               | 退任年月日                | 備考                   |
| -- | ---------- | ------------------------ | ------------------------- | ---------------------- |
| 1  | 三島億二郎 | 明治12年（1879年）4月9日 | 明治15年（1882年）        |                        |
|    |            |                          | 大正15年（1926年）6月30日 | 郡役所廃止により、廃官 |